# Радянське мистецтво
 Радя́нське мисте́цтво  — умовна назва мистецтва на території СРСР у 1922-1991 за часів СРСР, зараховуючи сюди й мистецтво РРСФР (1917—1922) до утворення СРСР. До нього зараховують як агітаційне, ідеологічно агресивне й офіціозне мистецтво, так і форми неофіційного мистецтва (андеграунд).

## Загальна характеристика

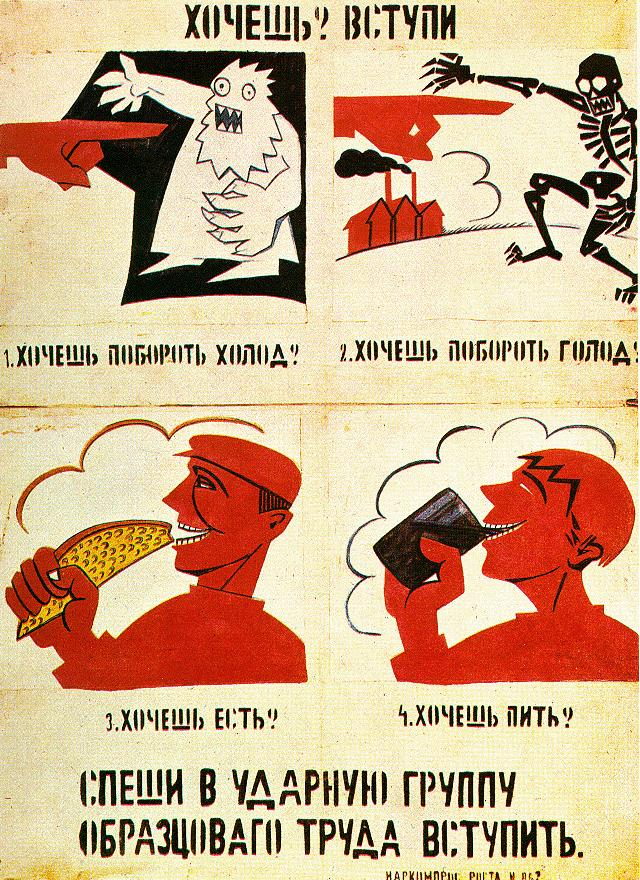
Володимир Маяковський. Плакат Агітпропу

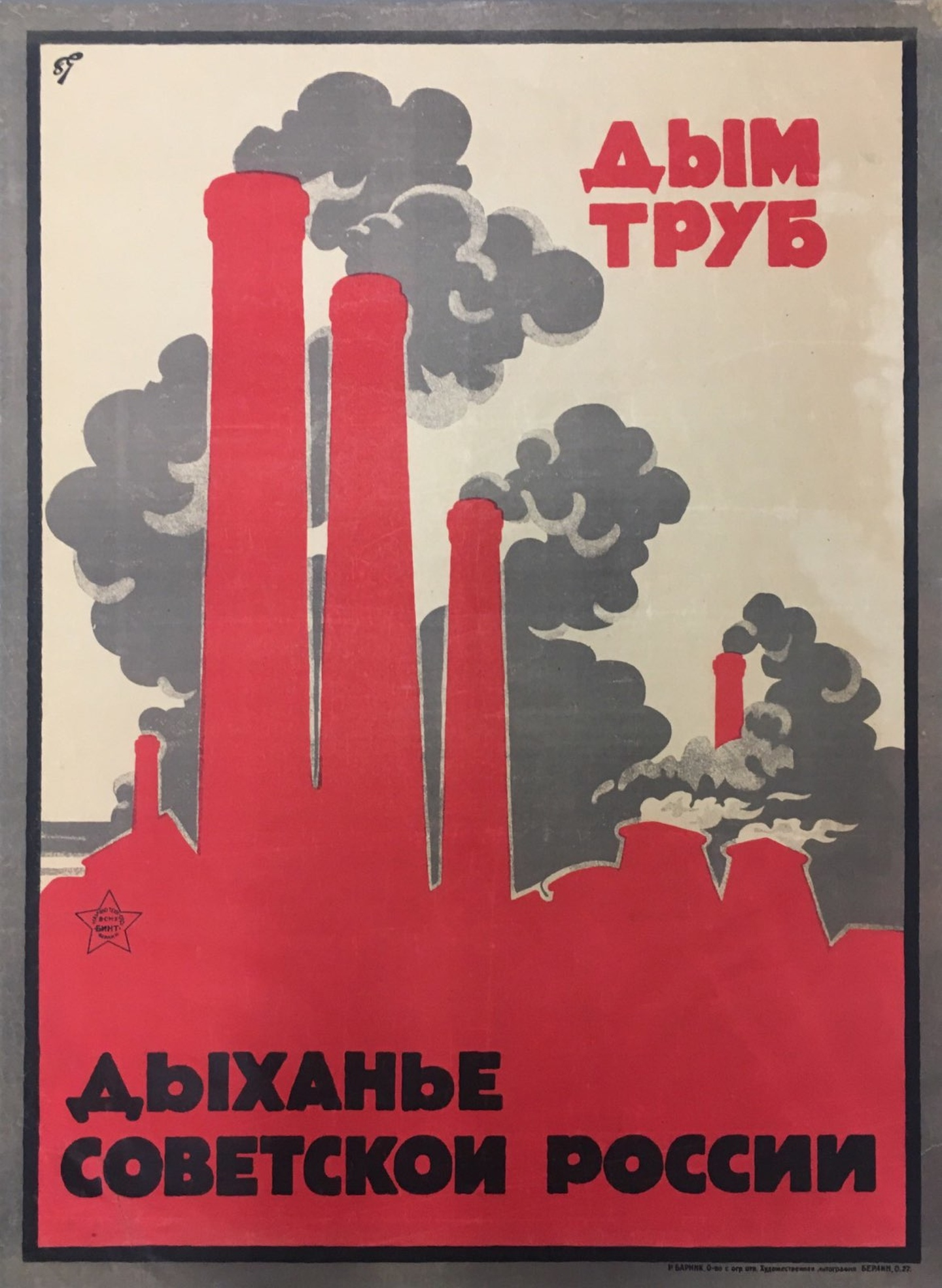
Плакат доби СРСР

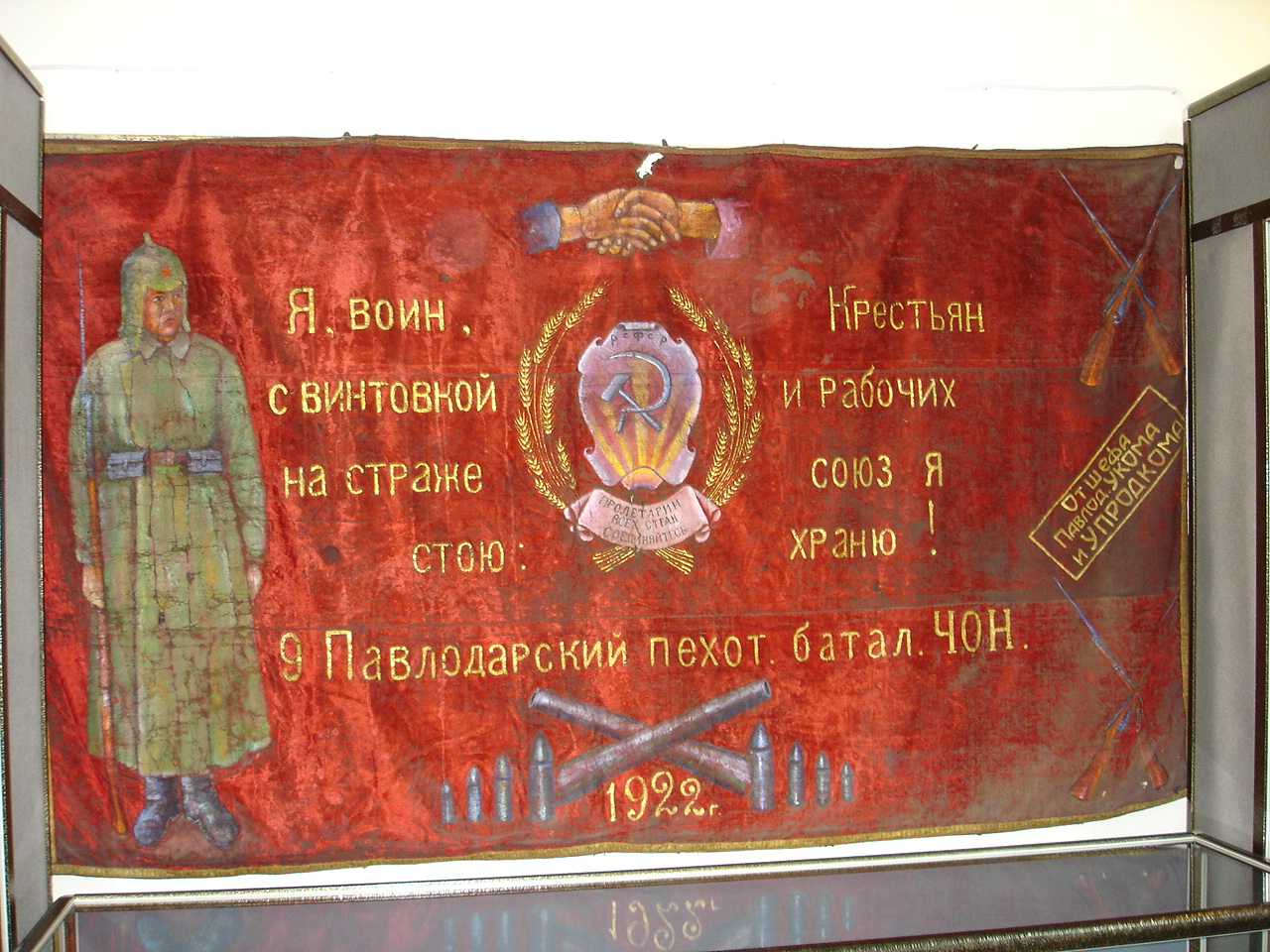
Прапор одного з військових загонів ЧОН. 1922 р.

Мистецтво радянського періоду умовно рахують з часів більшовицького перевороту 1917–1918 рр. до року розпаду СРСР. Особливо значними були відмінності у офіційному мистецтві держави, що займала ворожі, альтернативні позиції по відношенню до мистецтва доби царату. Мистецтво СРСР мало також агресивний, пропагандиський характер з могутнім впливом цензури і заборони на використання як цілих галузей попереднього митецького періоду (іконопис, монументальне сакральне мистецтво, сакральна архітектура), так і заборону на формальні пошуки, заборону на стилістику модерних форм, декларованих як шкідливих ідеологічно, антирадянських і чужинських. До них були віднесені — кубізм, абстракціонізм, футуризм, сюрреалізм тощо.
Нова варварська влада націоналізувала палаци та садиби і навіть організувала в деяких з них музеї. Але націоналізація мало сприяла збереженню садиб і творів мистецтва в них. Розуміючи це, розпочалася кампанія масового вивезення цінностей з садиб в столиці — масово вивозили панські бібліотеки, картини, меблі, бронза, гобелени, мармурова скульптура. Лише частка стане надбанням художніх музеїв чи державних бібліотек. Більшовицький уряд ухвалив продавати за кордон твори мистецтва і книги заради швидкого і необтяжливого для уряду відновлення промисловості, зруйнованої громадянською війною.
Сталася дивацька ситуація наявності високої, але чужої культури панівного класу, яка не була потрібна в країні ні варварському уряду, ні люмпенському і агресивному населенню, яке і раніше не було ні носієм панської культури, ні її охоронцем чи продовжувачем.
Радянське мистецтво пройшло декілька жостко контрольованих урядом етапів — від часткового використання надбання попереднього періоду (архітектурна стилістика сецесії та історизму у вигляді неокласицизму або сталінського ампіру) до запровадження функціоналізму при вирішенні гострих проблем народного господарства в умовах дефіциту житла і товарного дефіциту, нестачі продуктів і промислових товарів широкого вжитку.
Період характеризувався як втіленням офіційних проектів (ленінський план монументальної пропаганди, «культурна революція», «безбожна п'ятирічка»), перевагою руйнівних тенденцій по відношенню до пам'яток минулого(розпродаж за кордон музейних скарбів, ікон, церковного золота, планова руйнація сакральних споруд любої релігії на теренах країни), так і консервативними тенденціями щодо вироблених і затверджених політичною партією ідеологічних норм, що швидко стануть штампами, близькими до остракізму чи ворожих до прогресу (обскурантизм).
Все це — на тлі політики ізоляції, відокремлення країни від капіталістичного оточення. Розпочато створення «соціалізму, будованого тюрмою і кулею» (Іван Багряний).

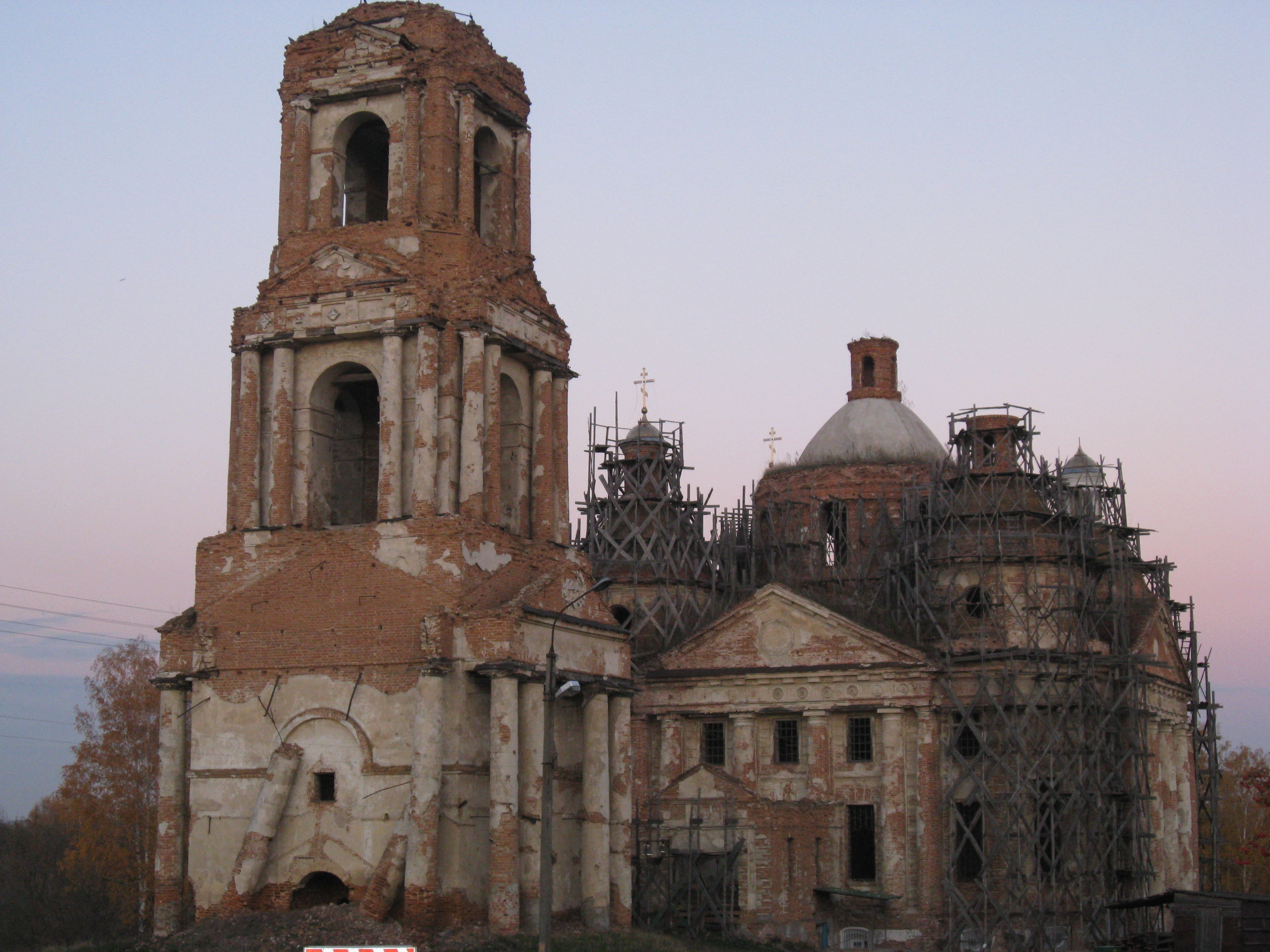
Церква Різдва Богородиці (Юнаківка), Сумська обл, класицизм
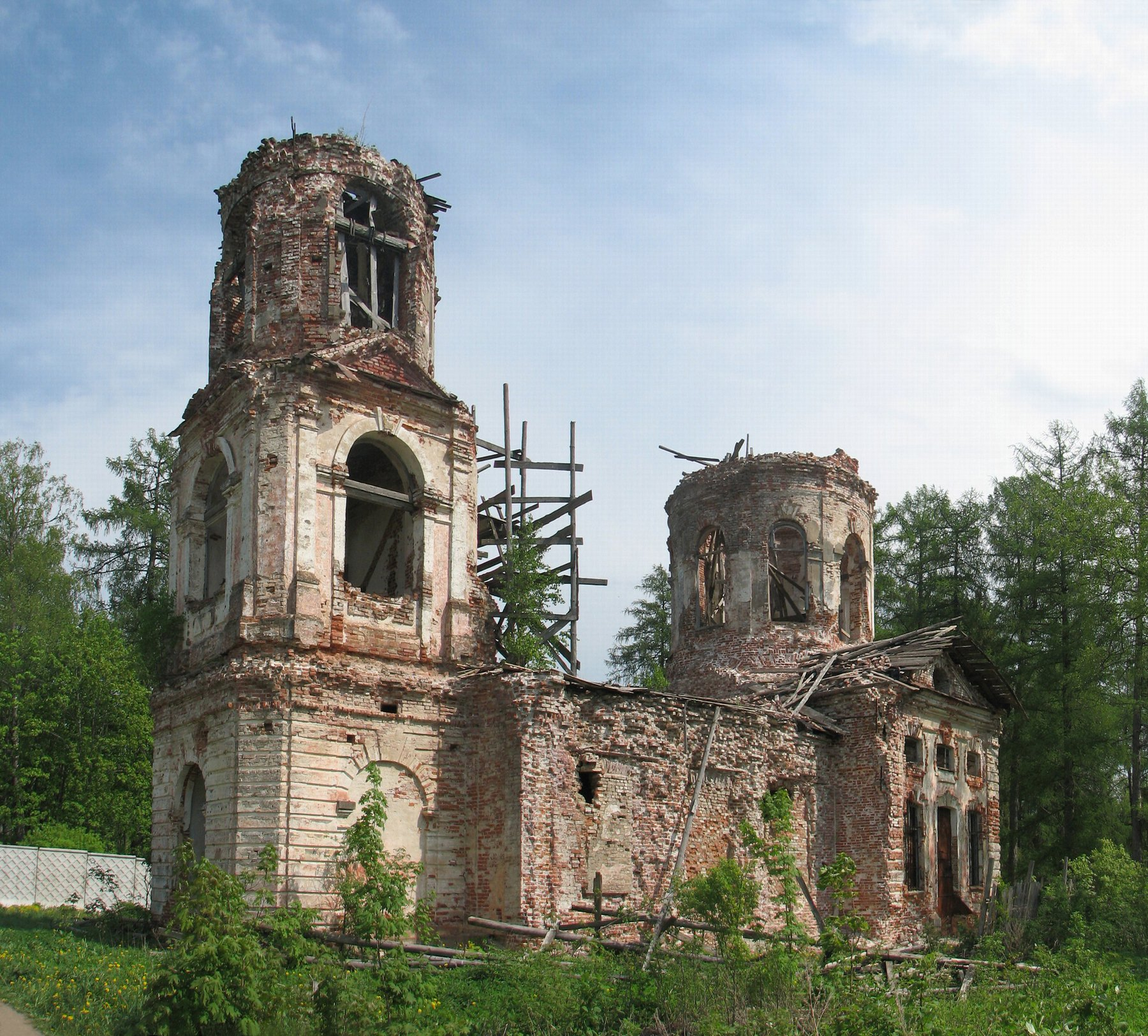
Садибна церква, Диліци, стан на 2007
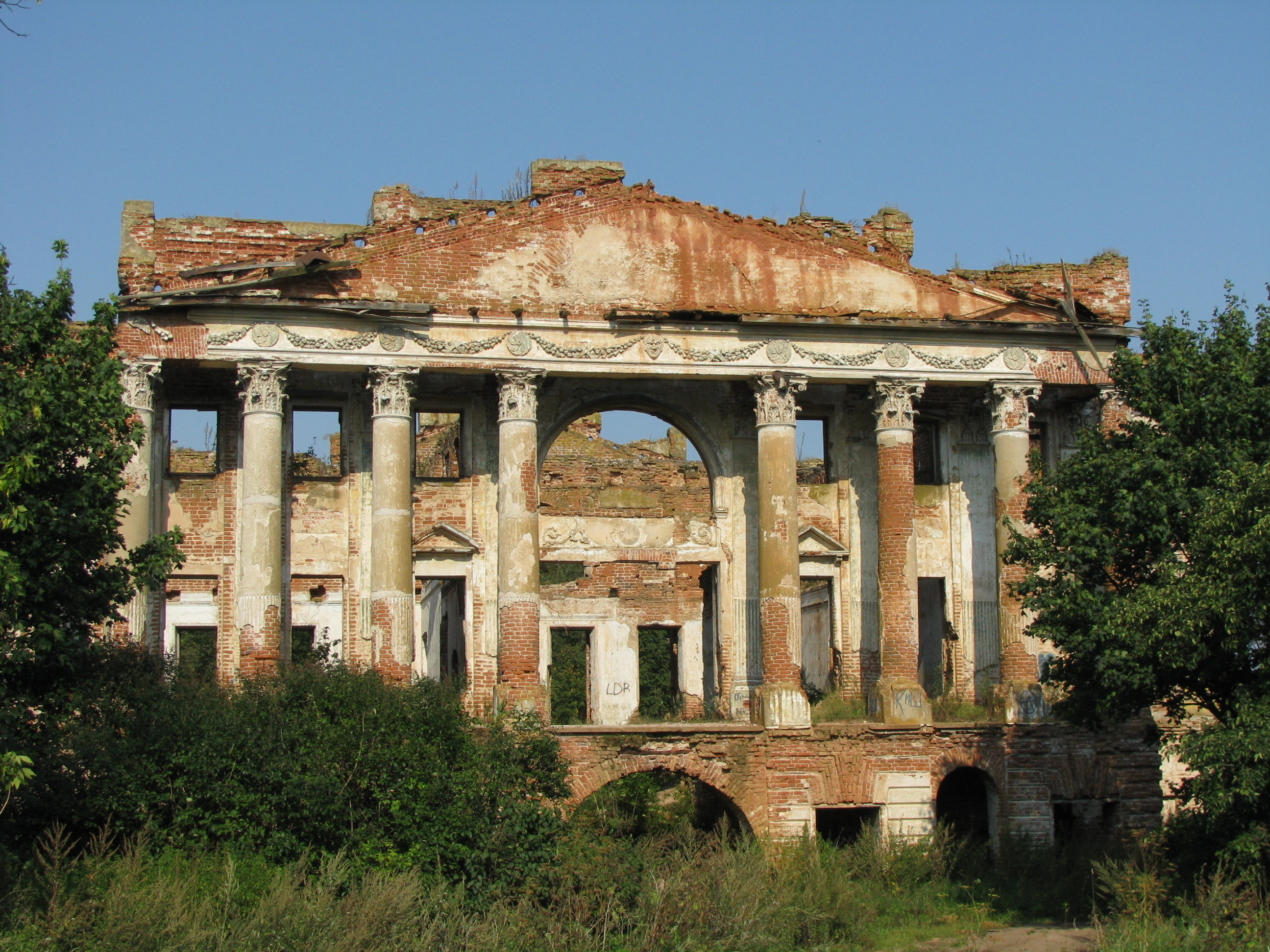
Садиба Пущіно на Нарі, стан на 2008
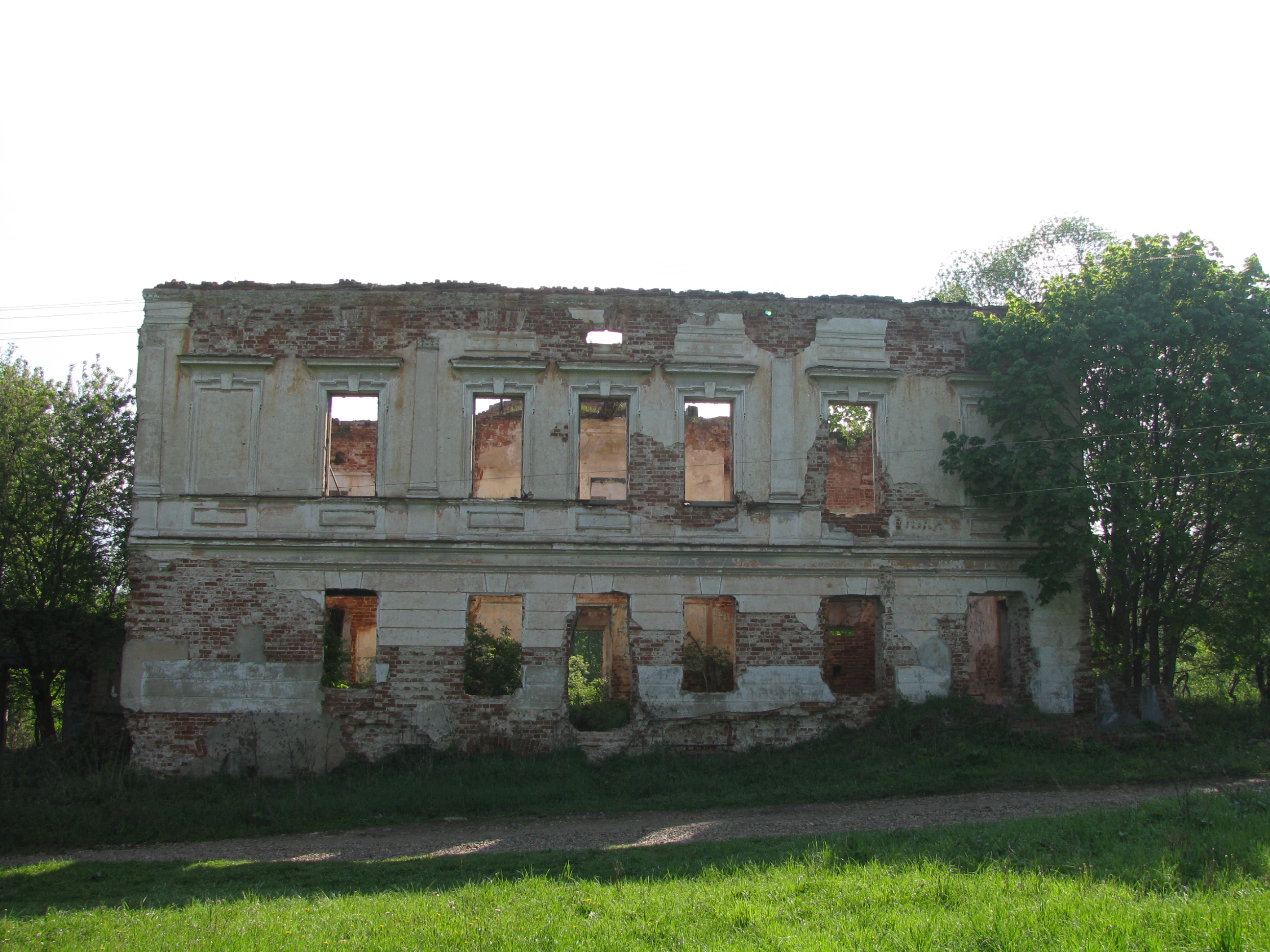
Садиба Подмоклово, стан на 2008
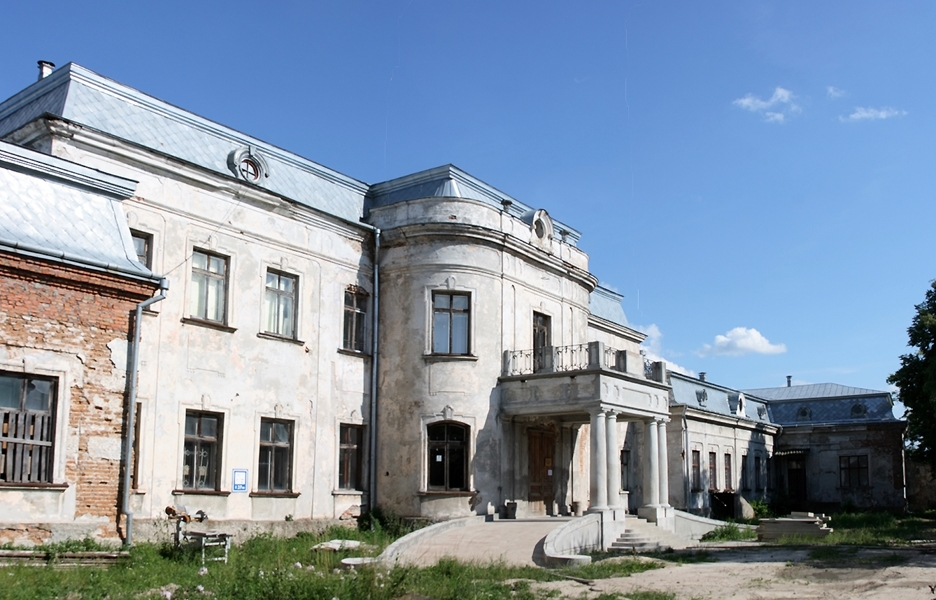
Кристинопіль, палац Потоцьких, стан на 2008

## Монументальна пропаганда
Серед перших значних заходів більшовицького уряду був Ленінський план монументальної пропаганди. Ідея Леніна йшла від утопічного твору італійського астролога і філософа Томмазо Кампанелли (1568—1639) «Місто Сонця», в якому він виклав свої думки про устрій ідеального «соціалістичного» державного утворення. Ленін згадував в розмові з наркомом Луначарським фрагмент твору, де йшлося про оздоби мурів ідеального міста фресками, «которые служат для молодежи наглядным уроком по естествознанию, истории, возбуждают гражданское чувство — словом, участвуют в деле образования, воспитания новых поколений. Мне кажется, —(казав Ленин), — что это далеко не наивно и с известным изменением могло бы быть нами усвоено и осуществлено теперь же… Я назвал бы то, о чем я думаю, монументальной пропагандой».
Початок реалізації плану монументальної пропаганди поклав декрет Совнаркому (радянський аналог царських міністерств) «О памятниках республики» — декрет оприлюднено 12 квітня 1918.. За планом ініційовано створення монументів діячам минулого, яких Ленін і більшовики вважали власними попередниками, серед них такі:
- Карл Маркс та Фрідріх Енгельс
- Радищев Олександр Миколайович
- Максиміліан Робесп'єр
- Тімірязєв Климент Аркадійович та інші.

Особливістю декрету був наказ зруйнувати монументи царям та державним діячам Російської імперії — без урахування як значного внеску багатьох діячів в історію країни, в її науку, в освіту та благодійність чи значну мистецьку вартість самих монументів. Серед зруйнованих —
- монумент Столипіну Петру Аркадійовичу (Київ, італійський ск. Етторе Ксіменес)
- губернатору Михайлу Семеновичу Воронцову (Одеса)
- погруддя графа-просвітника Віктора Петровича Старжинського (Одеса)
- підприємцю Харитоненку Павлу Івановичу (Суми)
- десятки монументів царям в столичних і провінційних містах.

Створення монументів діячам з ленінського переліку монументальної пропаганди проходило переважно з дешевих або нетривких матеріалів. Дефіцит грошовий та матеріальний в умовах розпочатої громадянської війни не сприяв виконанню плану і той був похований. Серед небагатьох монументів, створених в довготривалих матеріалах — монументи науковцю Тімірязєву К. А та письменнику Достоєвському (збережені). Всі інші зруйновані та не відновлені.

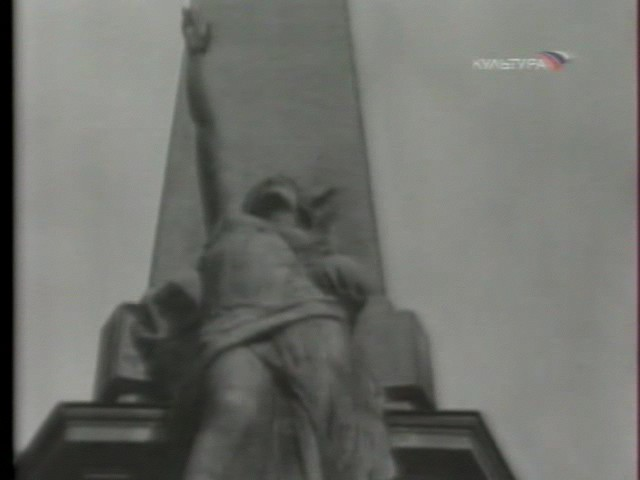
Монумент Радянській Конституції, зруйнований

## Агітаційна порцеляна і типовий посуд пролетаріату

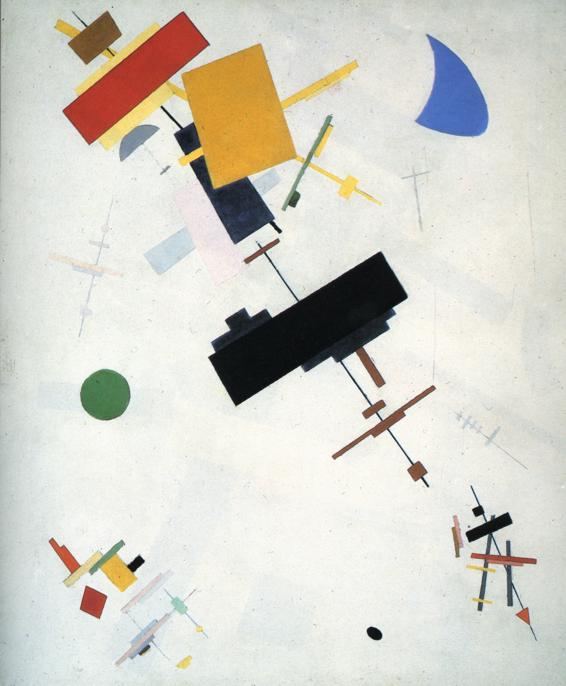
Казимир Малевич, Supremus #56, 1915, Російський музей

Дещо незвичним явищем нового радянського мистецтва стала агітаційна порцеляна. Посуд прикрасили розписами, близьким до плакатів революційної тематики з використанням політичних гасл, червоних зірок, сільського реманенту, робітниць в червоних хустках та стилістики супрематизму, агресивного авангарду. Після традиційних орнаментів, квіткових та візерункових мотивів ці теми сприймались справжньою місцевою екзотикою.
Серед творців агітаційної порцеляни 1930-х — Леонов Петро Васильович (нар. 1910). Архітектор за фахом, він віддав декілька десятиліть розписам порцеляни, працюючи головним художником Дульовського порцелянового заводу. Останні зразки в стилі агітаційної порцеляни створені ним наприкінці 1950-х (декоративна таріль «Вирок історії», де серп і молот перекреслюють двоголового орла Російської імперії).
Вже через 30 років зразки агітаційної порцеляни стали надбанням особистих зібрань, а згодом і зібрань державних музеїв (Третьяковська галерея, Російський музей, особисті закордонні збірки тощо).
Формально абсолютно інші позиції займали художники-традиціоналісти. Це були представники спілки «Світ Мистецтва». Аби відновити роботу порцелянового заводу в Петрограді до розписів порцеляни радянського періоду залучили популярних на той час скульпторів, живописців, графіків. На початковому етапі розписи порцеляни робили такі митці:
- Малевич Казимир Северинович (1879—1935)
- Чехонін Сергій Васильович (1878—1936)
- Нарбут Георгій Іванович (1886—1920)
- Добужинський Мстислав Валеріанович (1875—1957).

Два останні, чудові графіки, майстри високої культури, перенесли в розпис порцеляни традиційні графічні риси — красу силуету, знаковість образів, економність виразних засобів. Якщо Чехонін робив традиційні багатокольорові квіткові композиції, то Нарбут і Добужинський використали білу порцеляну як аркуш білого паперу і зупинились на чорному силуеті. На красу їх сервізів працювали і форми посуду, знайомі по стилю ампір. Ретроспективізм Нарбута в декорі виявився через стилістику шинуазрі (декор сервізу на тему казки Андерсена «Соловейко», 1923), ретроспективізм Добужинського мав витоки в бароко і ранньому класицизмі (тема декору — алегорія «Чотири пори людського життя»), що надало порцеляні філософського забарвлення і ніби прощання з улюбленими образами культури минулого (найкращі зразки — в музейній збірці садиби Кусково).

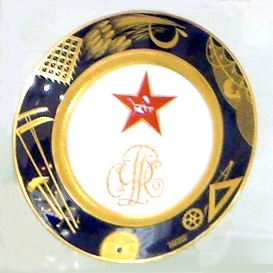
Таріль, агітаційна порцеляна СРСР.
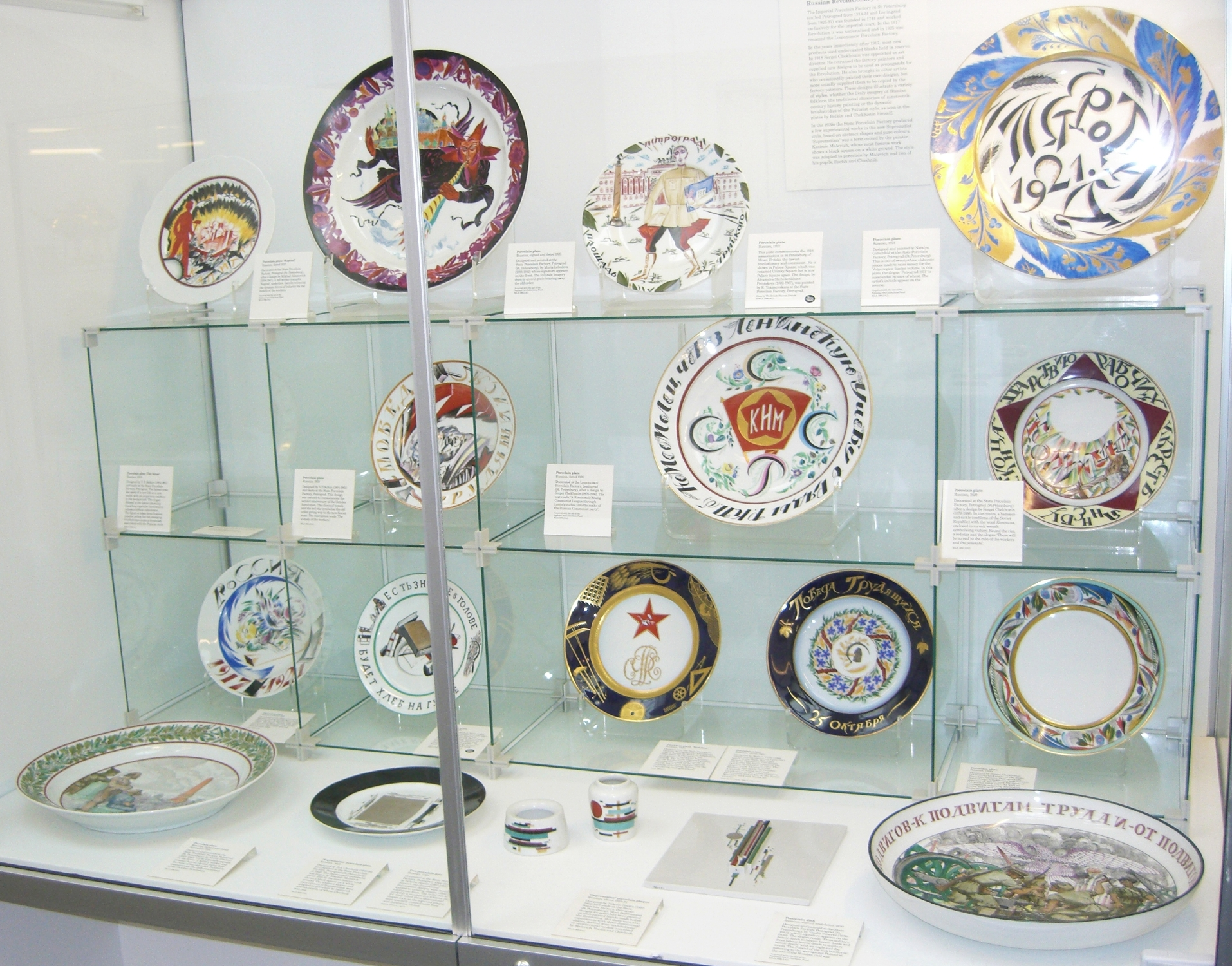
Агітаційна порцеляна СРСР, Британський музей, Лондон
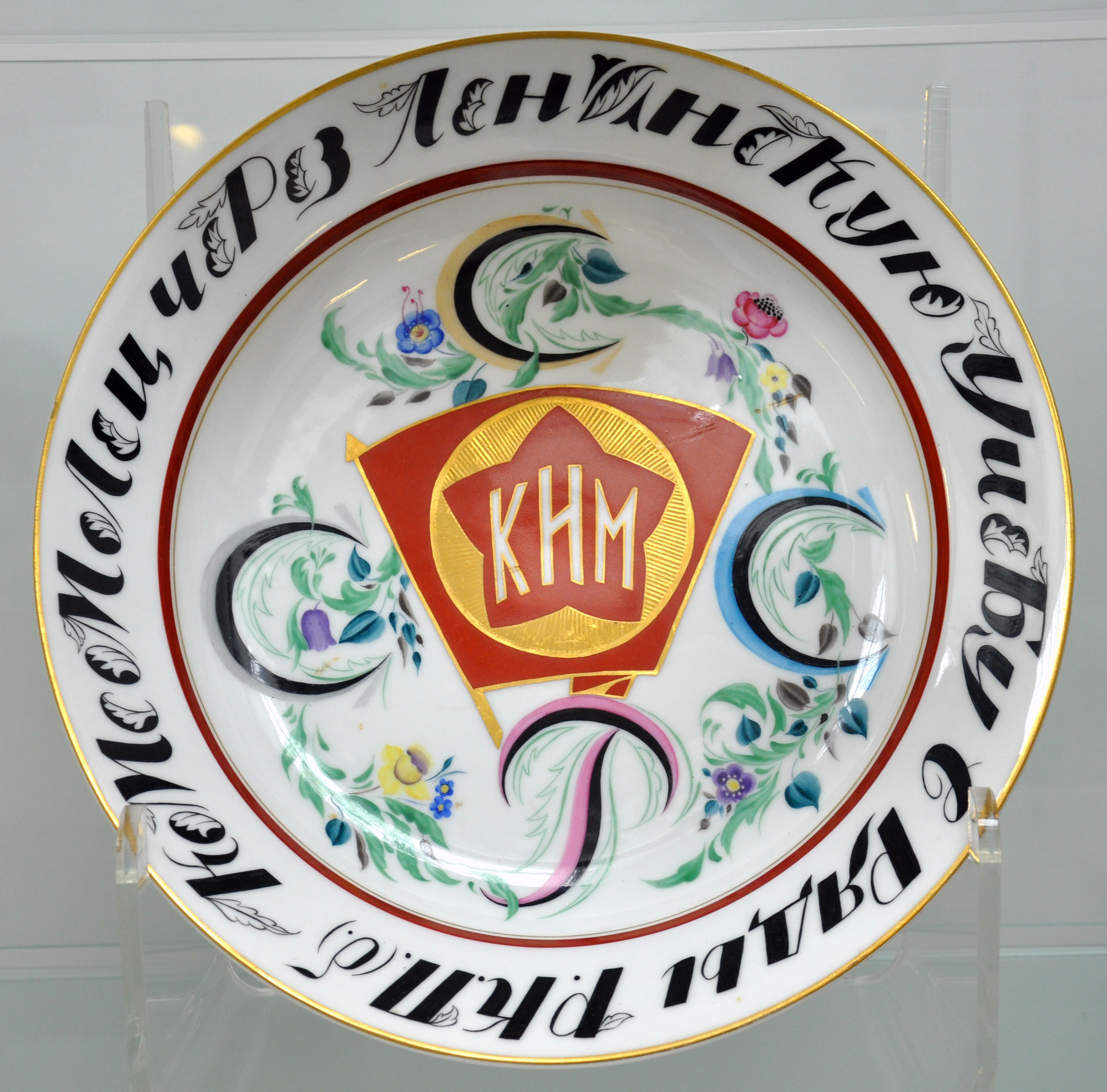
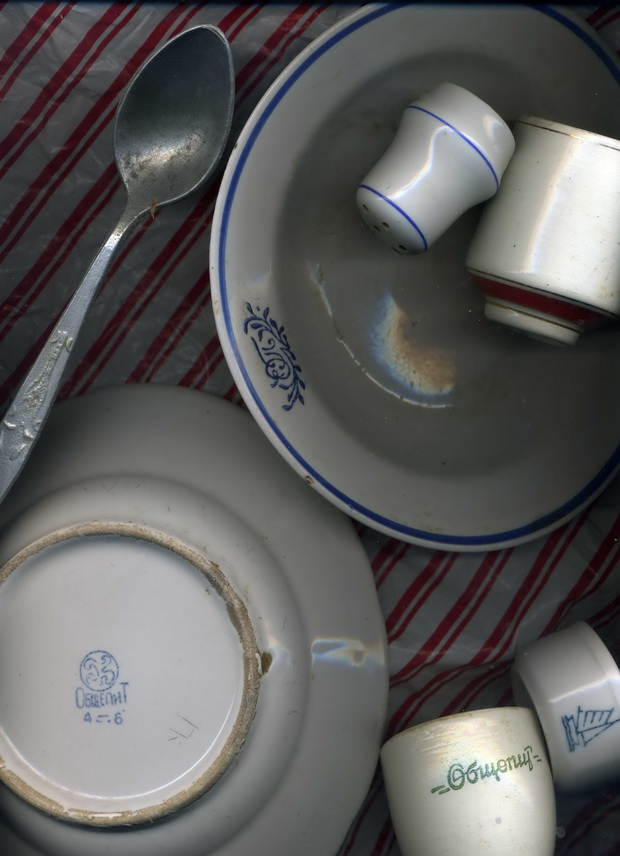
Посуд для їдальні пролетаріату у СРСР, фаянс, Общепит

## Мистецтво плакату

ВКП (б) — вождь і організатор комсомола, 1943. Вікна РОСТА.

Серед жанрів, здатних швидко відгукнутись на актуальні події чи швидко донести вимоги уряду до населення був плакат радянського періоду. На відміну від косервативного живопису плакат не потребував значного часу на усвідомлення подій, оперував узагальненими образами, мав великі наклади, відносто дешево коштував. Більшовицький уряд відразу почав використовувати плакат з метою пропаганди нових вимог, знайомств з політичним курсом московського уряду. Частка творів того періоду мала непересічне мистецьке значення і характерні ознаки доби громадянської війни, кампанії по допомозі голодуючим, залученню добровольців в народне ополчення, на освоєння целінних земель чи на комуністичні будівництва.

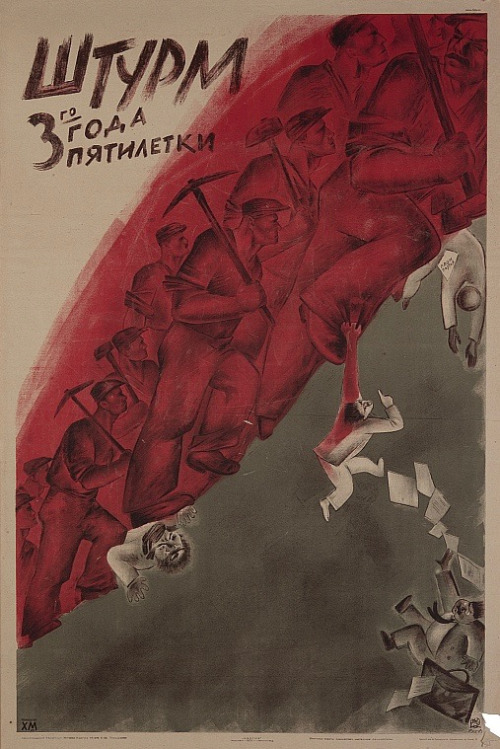
Плакат Штурм третього року пятирічки за три роки, 1931
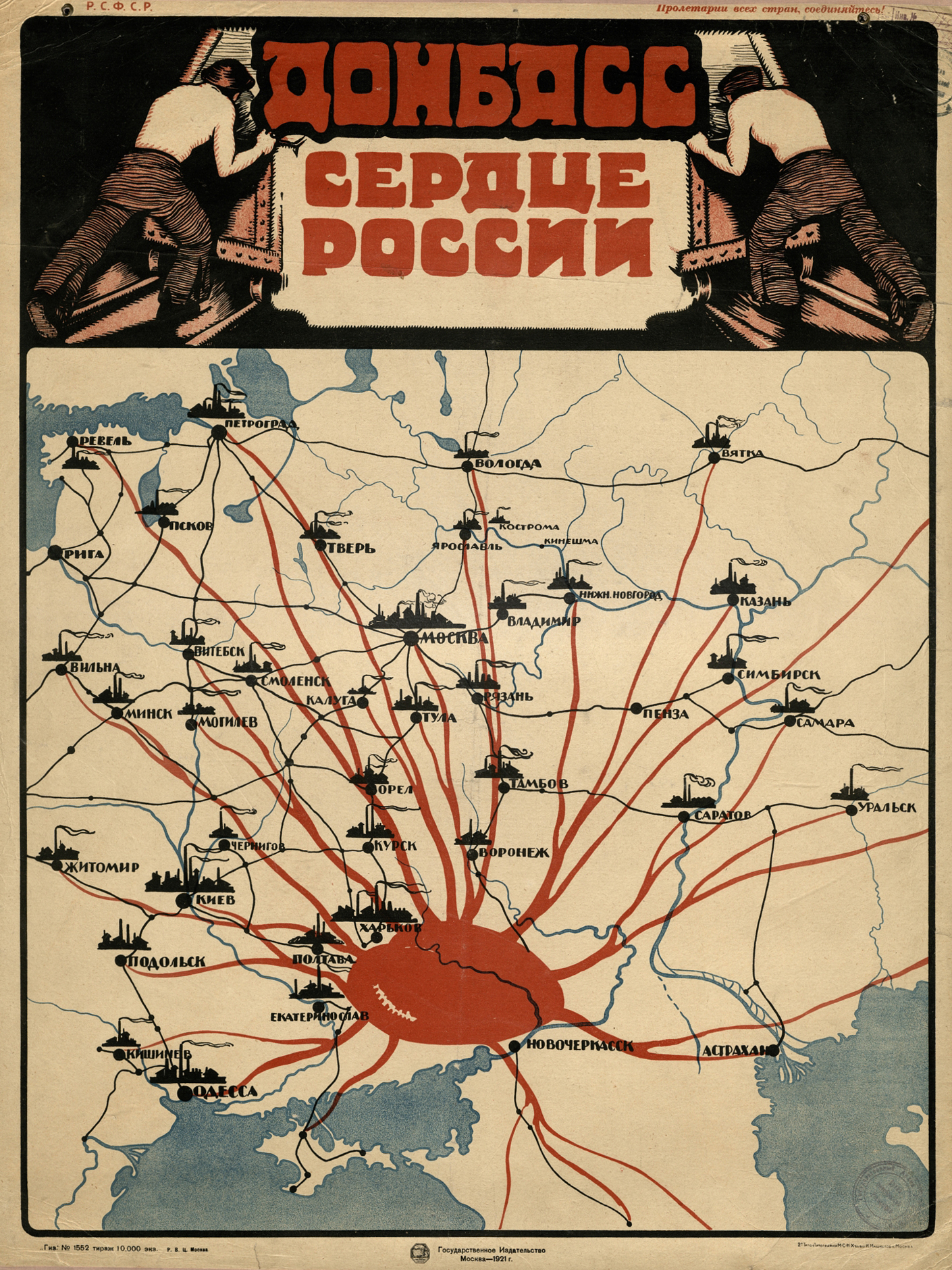
Донбас — серце Росії
Рекламний плакат про Радянську Україну для Інтуристів, початок 1930-х
Рекламний плакат про Радянську Україну, Ялта, Крим, початок 1930-х
Радянська Україна для інтуристів, Харків, рекламний плакат, початок 1930-х

## Три хвилі еміграції
За часів СРСР країна пережила щонайменше три значних хвилі еміграції. Перша припала на 1917—1918, Лютневої революції та більшовицького перевороту у жовтні 1917 та на період Громадянської війни і повоєнні роки.
Перша хвиля міграції тривала увесь період громадянської війни і була силомиць підтримана більшовицьким урядом. Свого дослідження чекають такі ганебгі явища суспільно-політичного життя країни, такі як:
- розказачення
- ліквідація куркульства як класу
- філософський корабель
- створення системи ГУЛАГ.

## Перша хвиля еміграції
В першу хвилю еміграції країна втратила як значні мистецькі скарби (особисті архіви, живопис західноєвропейських і російських митців, вивезений самими емігрантами, музейні колекції, розпродані сталінським урядом), так і носіїв тогочасної високої культури. Серед діячів мистецтва, що не сприйняли позитивно більшовизм, червоний терор, «культурну революцію» і обрали еміграцію —
- Рєпін Ілля Юхимович, художник
- Бенуа Олександр Миколайович, художник, сценограф
- Філіп Малявін, художник
- Шреттер Євген Федорович , архітектор
- Коньонков Сергій Тимофійович, скульптор
- Серебрякова Зінаїда Євгенівна, художник
- Сомов Костянтин Андрійович, художник
- Аннєнков Юрій Павлович, художник, графік
- Сорин Савелій Абрамович, художник, портретист
- Парнах Валентин Якович, поет і перекладач, хореограф, музикант
- Дягілєв Сергій Павлович, антрепренер, артділер, галерист
- Григор'єв Борис Дмитрович, художник
- Чехонін Сергій Васильович, художник, графік, кераміст, дизайнер
- Добужинський Мстислав Валеріанович, художник
- Коровін Костянтин Олексійович, художник
- Городецький Владислав Владиславович, архітектор
- Реріх Микола Костянтинович, художник
- Колесніков-Одеський Степан Федорович, художник
- Марк Клионський (), художник
- Стравинський Ігор Федорович, композитор,
- Єлисеєв Сергій Григорович, японіст, мистецтвознавець
- Рахманінов Сергій Васильович, композитор, а також значна кількість акторів театру, кіно, балету, низка першокласних письменників і поетів (майбутній нобелевський лауреат Бунін Іван Олексійович, Цвєтаєва Марина Іванівна, Купрін Олександр Іванович, Замятін Євген Іванович, Мережковський Дмитро Сергійович, Муратов Павло Павлович, Бальмонт Костянтин Дмитрович, Вейдле Володимир Васильович, Шмельов Іван Сергійович та ін.)

Позиції «внутрішніх емігрантів» посіли видатні діячі мистецтва, що не покинули країну — * Флоренський Павло Олександрович (1882—1937), науковець, богослов, поет
- Нєстєров Михайло Васильович (1862—1942), художник
- Волошин Максиміліан Олександрович (1877—1932), художник, поет
- Домбровський Юрій Йосипович (1909—1978), письменник
- Барановський Петро Дмитрович (1895—1984), музейник, реставратор, рятівник пам'яток архітектури
- Ліхачов Дмитро Сергійович (1906—1999), науковець, літературознавець та інші.
- Галич Олександр Аркадійович (1918—1877), поет, сценарист, драматург, автор і виконавець власних пісень.

Занепад в мистецькому житті СРСР в міжвоєнний період (1922–1941) був настільки значним, що постало питання створення власної, «пролетарської» інтелігенції з представників молодих поколінь та чергове втручання в процес комуністичного уряду.

## Скульптура «Робітник і колгоспниця»
У міжвоєнний період найвідомішим твором у монументальній скульптурі стала група «Робітник і колгоспниця». Скульптура створена у 1937 по замові уряду як горішня частина павільйону СРСР на Всесвітній виставці в Парижі. Ідея вінчаючих фігур належала архітектору Іофану Борису Михайловичу.
Конкурс на створення фігур в матеріалі виграла скульптор Мухіна В. Г. Інтригою виставки було протипоставлення павільйонів двох тоталітарних держав тодішньої Європи — нацистської Німеччини та комуністичного СРСР.
Монумент В. Мухіної виявив риси революційного романтизму, що уособлював декларованих радянським урядом нових хазяїв країни — робітничий клас та колгоспне селянство. Велика радянська енциклопедія присвятила монументу окрему статтю, де скульптурний монумент названо «еталоном соціалістичного реалізму». Після виставки був демонтований і при перевезенні у Москву пошкоджений. Скульптуру наново встановили поряд з ВДНГ на невдалому постаменті, що значно знижувало мистецькі якості твору. Протест скульптора Мухіної ігнорували. Вона таки отримала державну премію, але грошова складова премії була в десятки разів менша за суми іншим скульпторам.

## Зразки монументальної скульптури
На хвилі розкрученого культу єдиної особи Сталіна монументальна скульптура в міжвоєнний період була втягнута в кампанію возвеличення політичного лідера. Країну вкрила низка велетенськиї фігур Сталіна, мистецька якість яких невпинно падала. З подібною епідемією возвеличення можна було порівняти лише безліч скульптур Леніна, посмертна, а тому незагрозлива для влади фігура якого була канонізована в живопису, в графіці і скульптурі.
В повоєнний період самобутна школа монументальної скульптури склалася в Грузії. Столицю республіки прикрасив кінний монумент засновнику міста — Вахтанга Горгасалі. Точно віднайдені пропорції нового монументу були вдало пов'язані з масштабом гори та стародавнім храмом. Черговою перемогою скульптора Амашукелі було створення велетенської скульптури Матері Грузії. Струнка жінка в національному вбранні тримає в одній руці келих з вином для друзів та меч — для відлякування ворогів. Твір надзвичайно збагатив силует стародавнього міста, що не мало до цього значної висотної домінанти. Скульптура стала візитівкою грузинської столиці.
З монументальними шедеврами Амашукелі порівняння витримували лише велетенські скульптури Євгена Вучетича. Романтична схвильованість притаманна останньому варіанту фігури Батьківщини Матері на Мамаєвому кургані в місті Волгоград. Хоча перший варіант монументу був академічно врівноваженим, більш традиційним і мало індивідуалізованим (зберігся в малюнках).
Майже не пов'язаною з національними українськими образами в попередньому мистецтві виявилася жіноча скульптура Бородая В. З. в Києві. Фігура активно втрутилась в історичний силует стародавнього Києва з наявністю історично створених висотних домінант золотоверхих соборів і дзвіниць, водночас виявив риси сухого академізму і холодного пафосу. Велетенська скульптура невдало поєднана з п'єдесталом, замалим для фігури. У 1981 р. монумент офіційно відкрив генсек з Москви — Л. Брежнєв.

Ск. В.З. Бородай, Батьківщина-Мати в Києві, 1981 р..

## Архітектура радянського періоду
Складна ситуація склалася в радянській архітектурі. В період після громадянської війни використовували старі проекти доби сецесії. Найбільш яскравим, але останнім самобутним явищем тодішньої архітектури став конструктивізм. Поодиноким зразком контакту з архітектором Ле Корбюзьє стало будівництво споруди Центросоюзу (Наркомату легкої промисловості СРСР). Будівлю створювали під керівництвом талановитого представника російського конструктивізму — Коллі Миколая Джемсовича. Але досвід співпраці з відомим архітектурним авторитетом Ле Корбюзьє продовжень не отримав.
Архітектура розпочала дрейф від стилістики запізнілої сецесії до історизму у вигляді неокласицизму (або сталінського ампіру).
З доби політичної відлиги запроваджено функціоналізм при вирішенні гострих проблем народного господарства в умовах дефіциту житла і товарного дефіциту. Радянський функціоналізм мав бідні, спрощені і невибагливі форми, висміяні у жартах та радянському кіно «З легким паром».

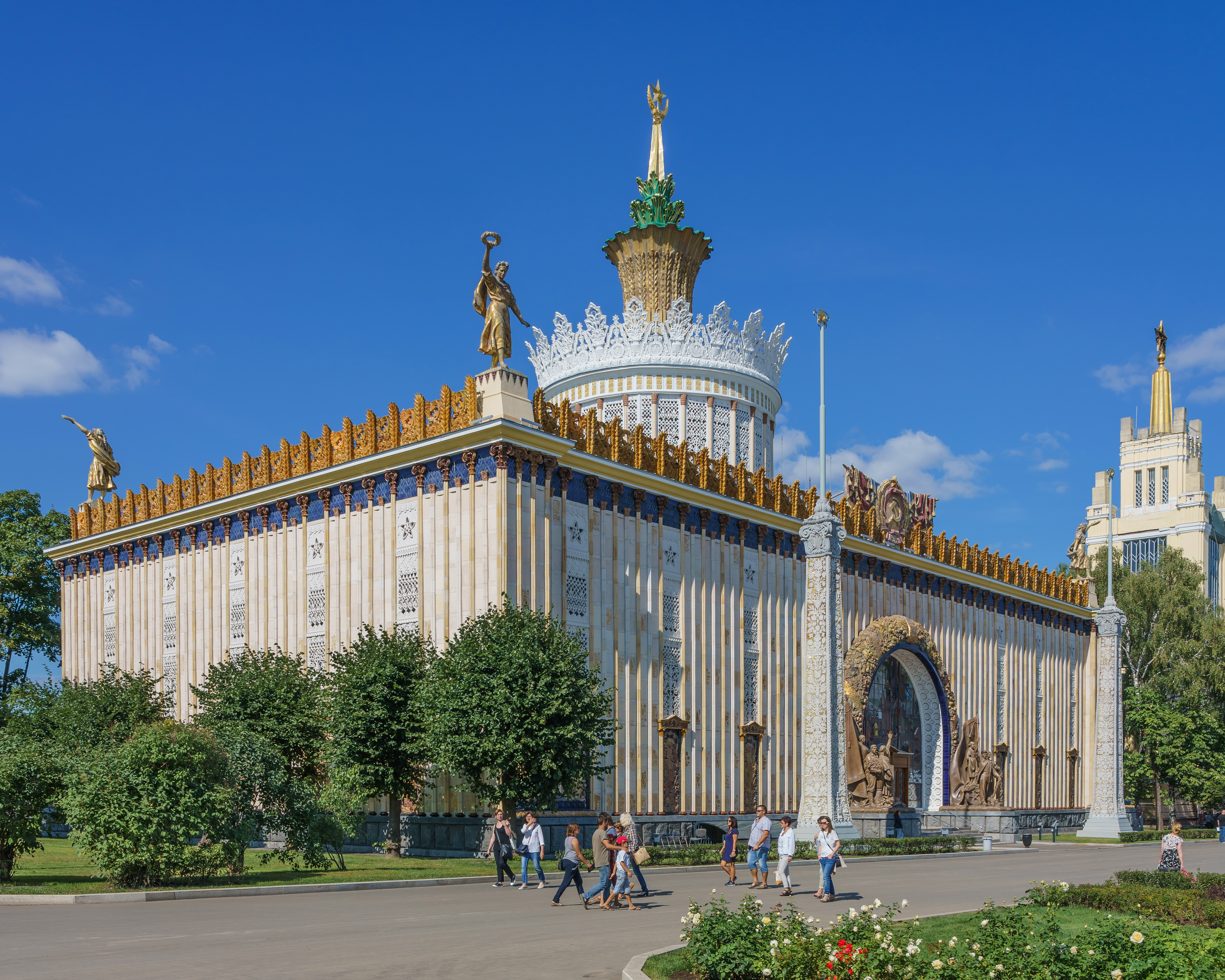
Павільйон «Україна» на ВДНГ. У 2010 прийнято рішення повернути будівлю Україні
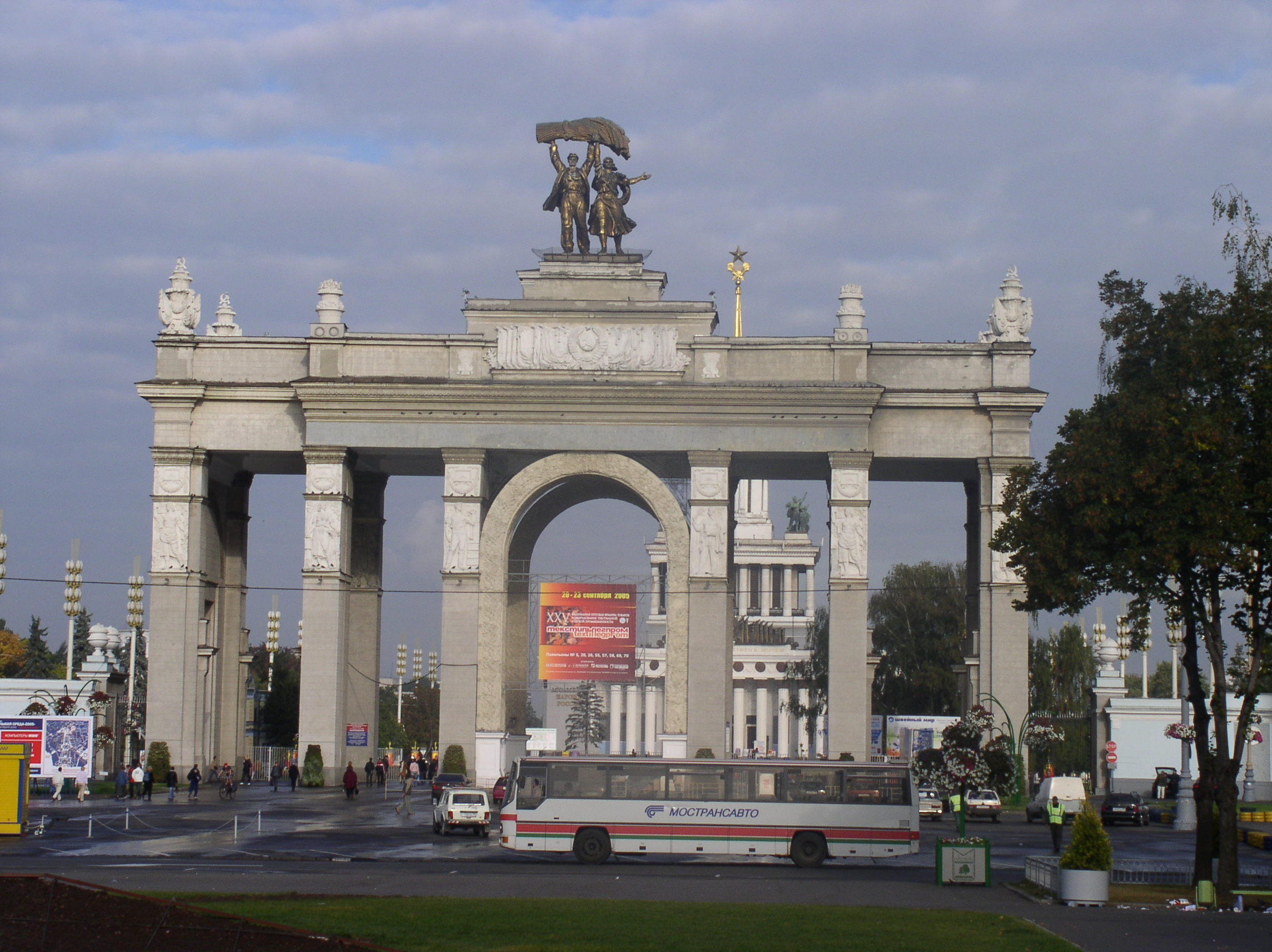
Парадна брама ВДНГ, Москва
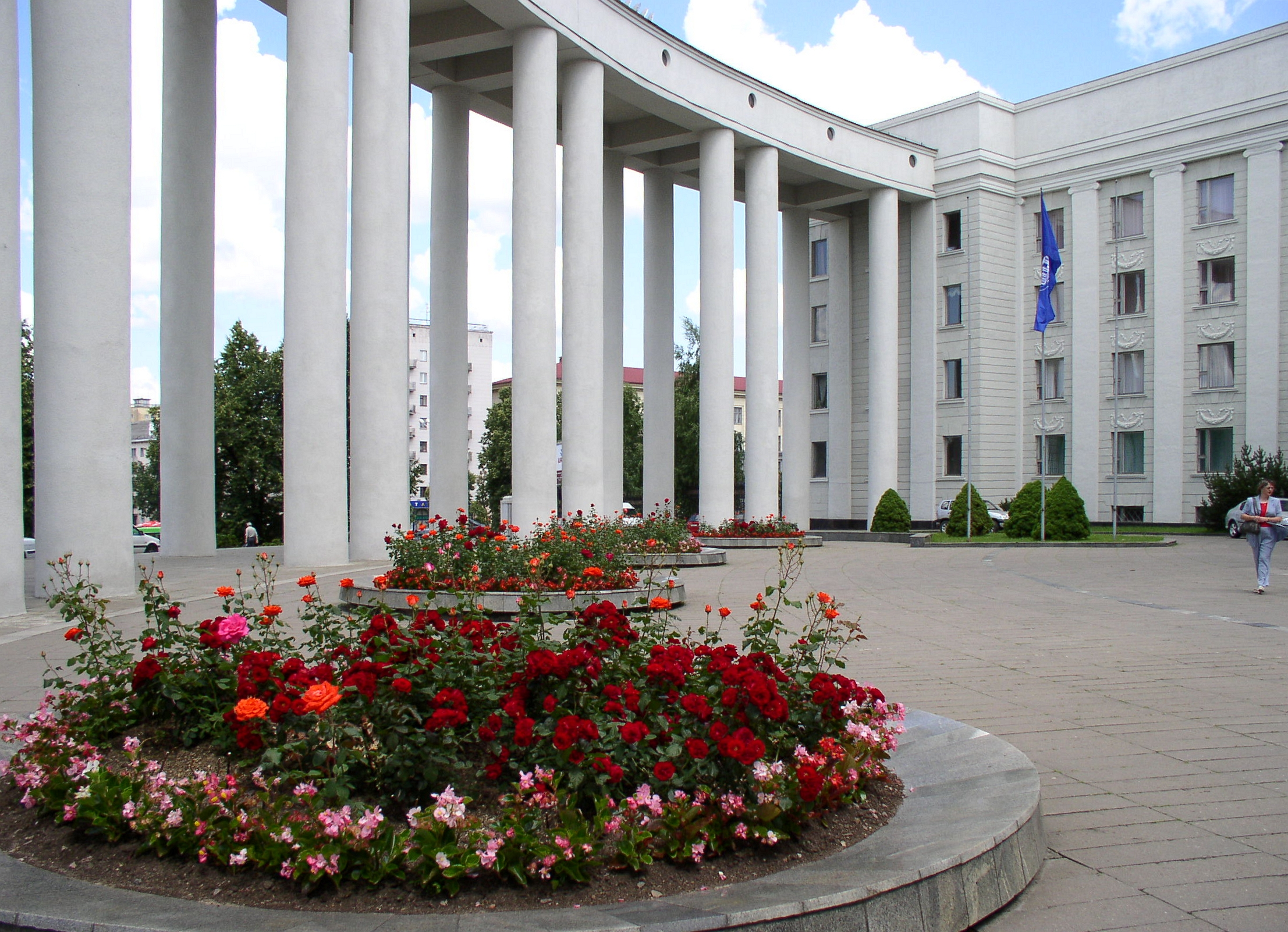
Дворик Академії наук Білорусі
Палац культури імені Молодої Гвардії, м.Краснодон
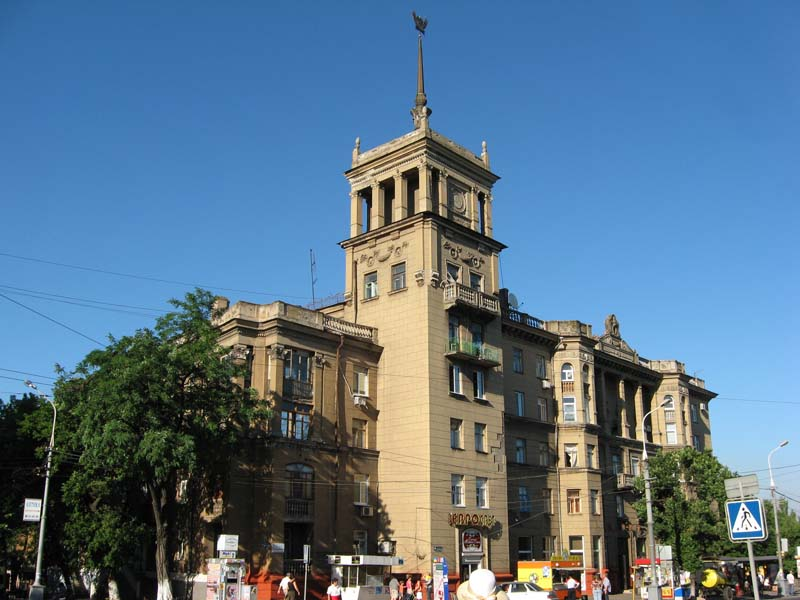
Будинок зі шпилем, м. Маріуполь
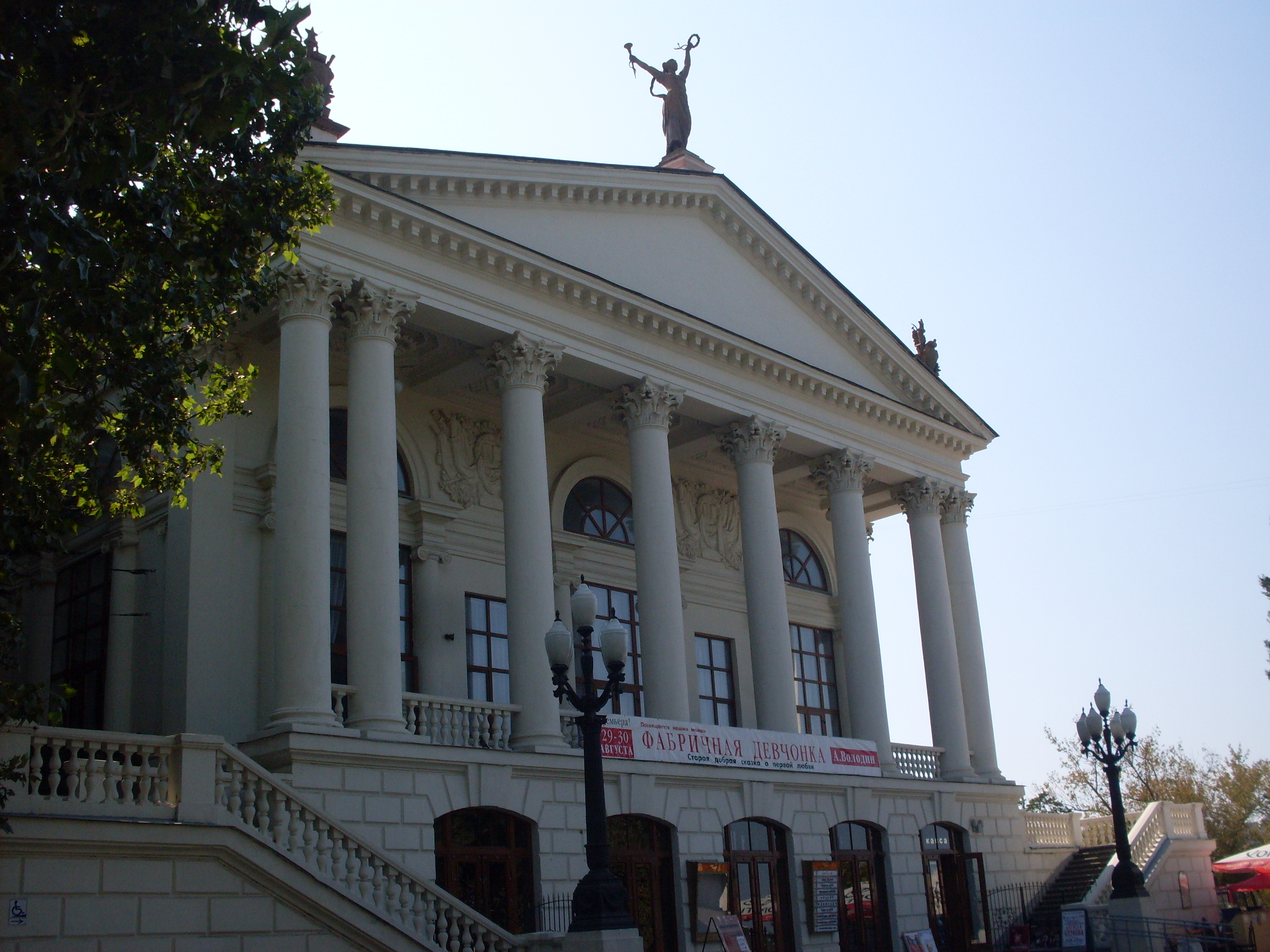
Театр імені Луначарського, м. Севастополь, 1957 р.
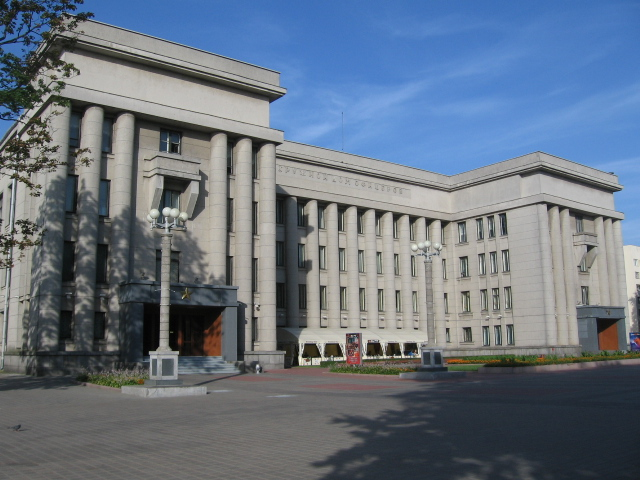
Будинок офіцерів, Мінськ
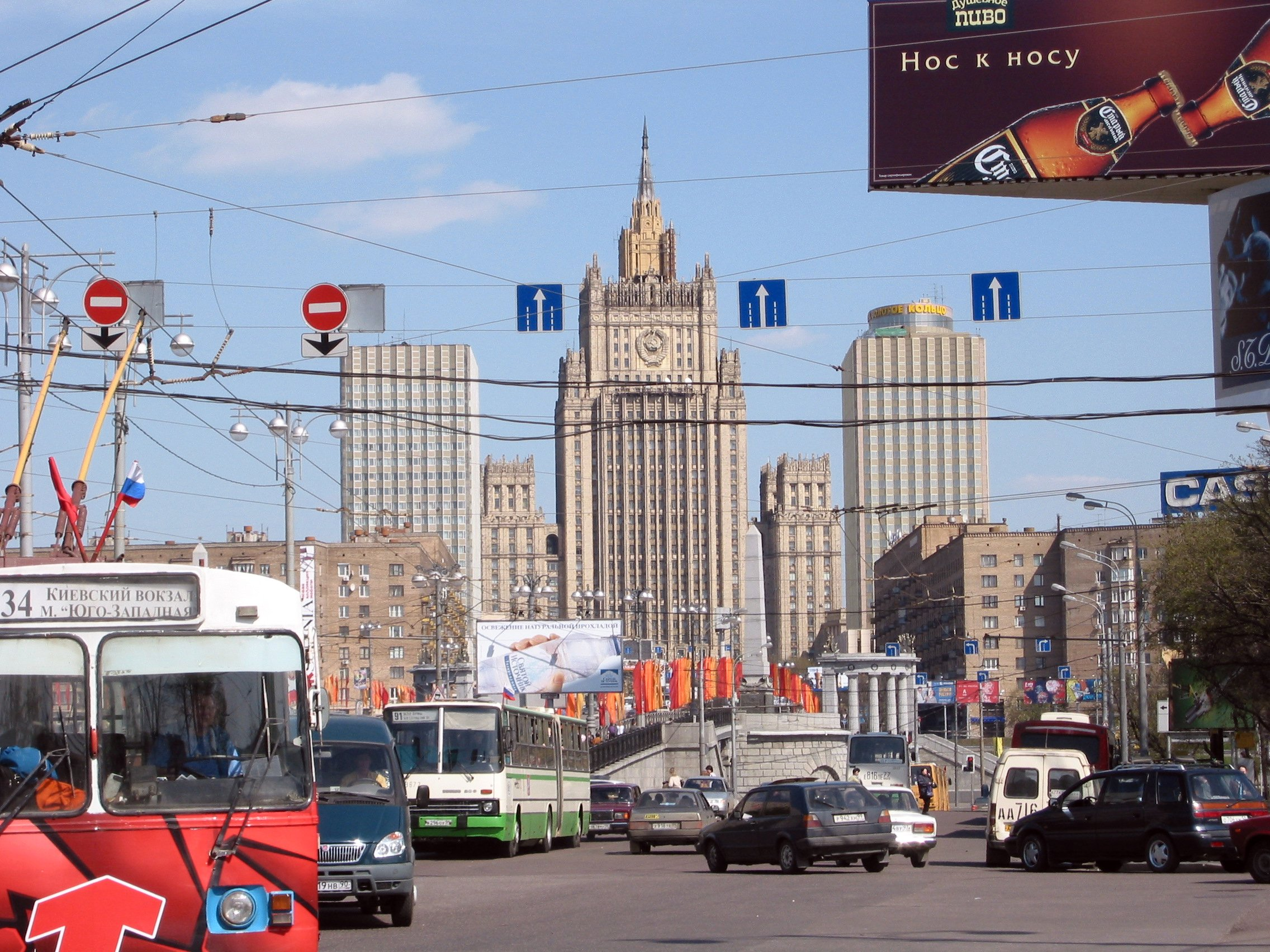
Радянська забудова Москви

## Живопис радянського періоду
Живопис нового періоду втримав головні жанри з втратами. Серед втрачених — парадний портрет, релігійна композиція, іконопис, алегорія. Спроби проаналізувати нову радянську дійсність зробили К. Петров-Водкін («Смерть комісара», 1928), Б. Йогансон («Рабфак іде», 1928), Н. Самохвалов («Дівчина в футболці», 1932), О. Дейнека («Оборона Петрограда», 1928), М. Греков (серія батальних картин про червоноармійців), Т. Максименко («Повітряний десант» (1937), «Лижники» (1938)).
Офіційні настанови компартії втилювали Бродський Ісак Ізраїльович («Розстріл 26 бакінських комісарів», «Фрунзе під час маньоврів», портрети Леніна), низка майстрів, творців офіційних портретів комуністичного уряду та Сталіна.
В повоєнні роки відродився і набув нових тем батальний жанр (О. Дейнека «Оборона Севастополя»), парадний портрет з зображеннями переможців (П.Корін «Портрет маршала Жукова»).
Незвичні зображення сільського (не колгоспного побуту)створив художник Пластов Аркадій Олександрович (1893—1972) — «Жатва» «Сіножать»(1945), « Вечеря трактористів»(1951). В картині « Колгоспне стадо» (1938) від колгоспу лише назва. Емоційністю відрізнялись твори Пластова в книжковій графіці (ілюстрації до «Капітанської дочки» О. Пущкіна, к творам Л.Толстого та А. Чехова.)
Найменш контрольованими та постраждалими від комуністичної ідеології були побутова картина, натюрморт та пейзаж:
- П. Кончаловський «Венеція. Будинок Тінторетто», 1924
- Корін Павло Дмитрович, пейзаж «Палєх. Моя батьківщина», 1928
- Богаєвський Костянтин Федорович «Пейзаж після дощу», 1938
- Коржев Гелій Михайлович «Кримський пейзаж», 1946
- Нісський Георгій Григорович «Підмосковна зима», 1947
- Ф. Решетніков «Прибув на канікули», 1949
- Ф. Решетніков «Знову двойка», 1952
- Г. Зав'ялов «Сургутський край», 1969
- Г.Сотсков «Річка Єнісей біля села Донніково», 1971
- Жилінський Дмитро Дмитрович « Хлопчик і гори», 1972
- В. Поморцев «Сніг випав», 1975
- Успенський Михайло Миколайович, «Літній сад взимку»
- Галахов Микола Миколайович «Сонячний день в Кемі», 1985

Представники новітніх мистецьких спілок СРСР подали свої зразки жанру натюрморт: К. Петров-Водкін (Натюрморт з оселедцем, 1917), П. Кончаловський (Натюрморт з самоваром, 1917), В.Шумілов (Натюрморт на входини, 1967), В.Стожаров (Дерев'яний по́суд і часник, 1967)
До класичних витоків натюрморту в Голландії та Росії доби бароко в своїх творах вже на новому етапі звертався Смірнов Микола Миколайович (1938—2005). Він робить селекцію речей за стилем і в його натюрмортах виникають то злами доби ар нуво («Бабусини романси» , 1982 р.), то буремні роки Північної війни з Швецією (натюрморт «Віват, цар Петро Олексійович!»).
Релігійну, культурологічну тематику розробляв художник Ісачов Олександр Анатолійович, самостійно прийшовши до відродження як стародовньої художньої технології олійгого живопису, так і альтернативної ідеологічної тематики.
На долю Миколи Смірнова та Олександра Ісачова випав жереб в межах утисків відновити втрачені жанри (історичний натюрморт, релігійна картина, міфологічна композиція) без замов з боку держави чи підтримки активно діючих релігійних громад. Їх твори знаходять приватних вітчизняних чи закордонних шанувальників, що рятують картини альтернативного ідеологічного спрямування, більшість з яких вивозять за кордон. Вони стають явищем не ствільки офіційно радянського, скільки світового художнього процесу кінця 20 століття.

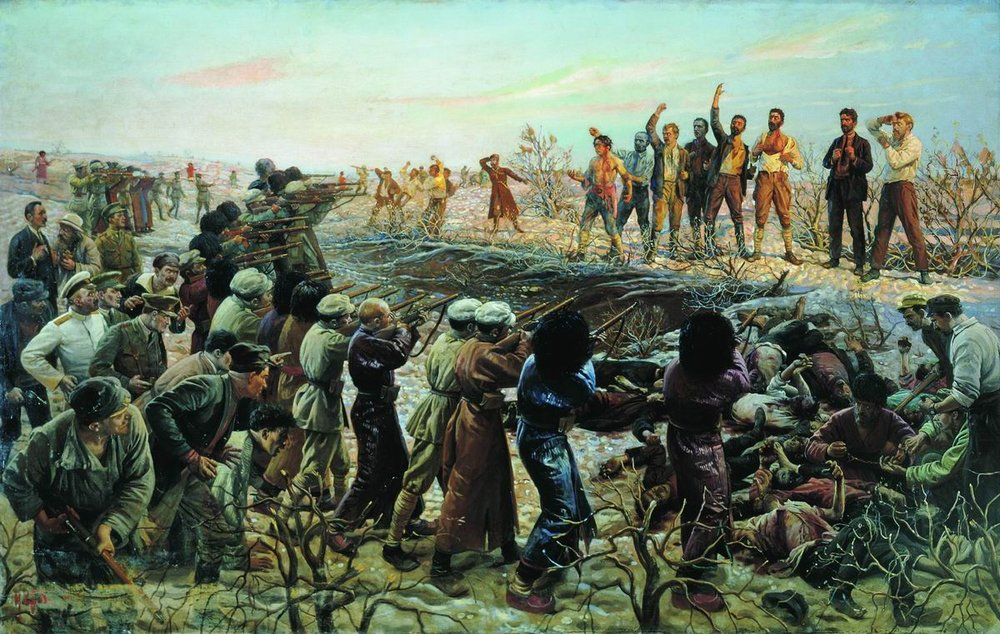
«Розстріл 26 бакінських комісарів»
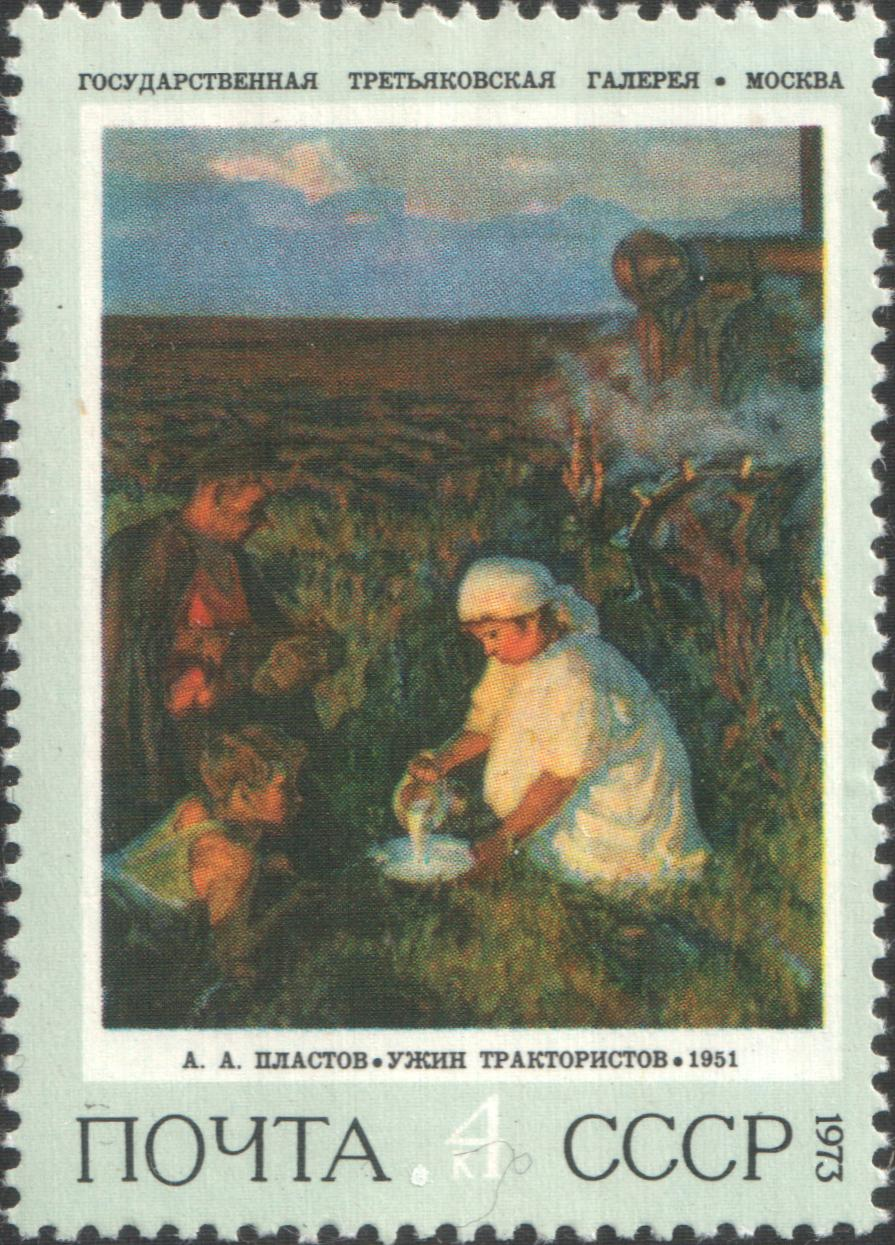
«Вечеря трактористів», радянська марка
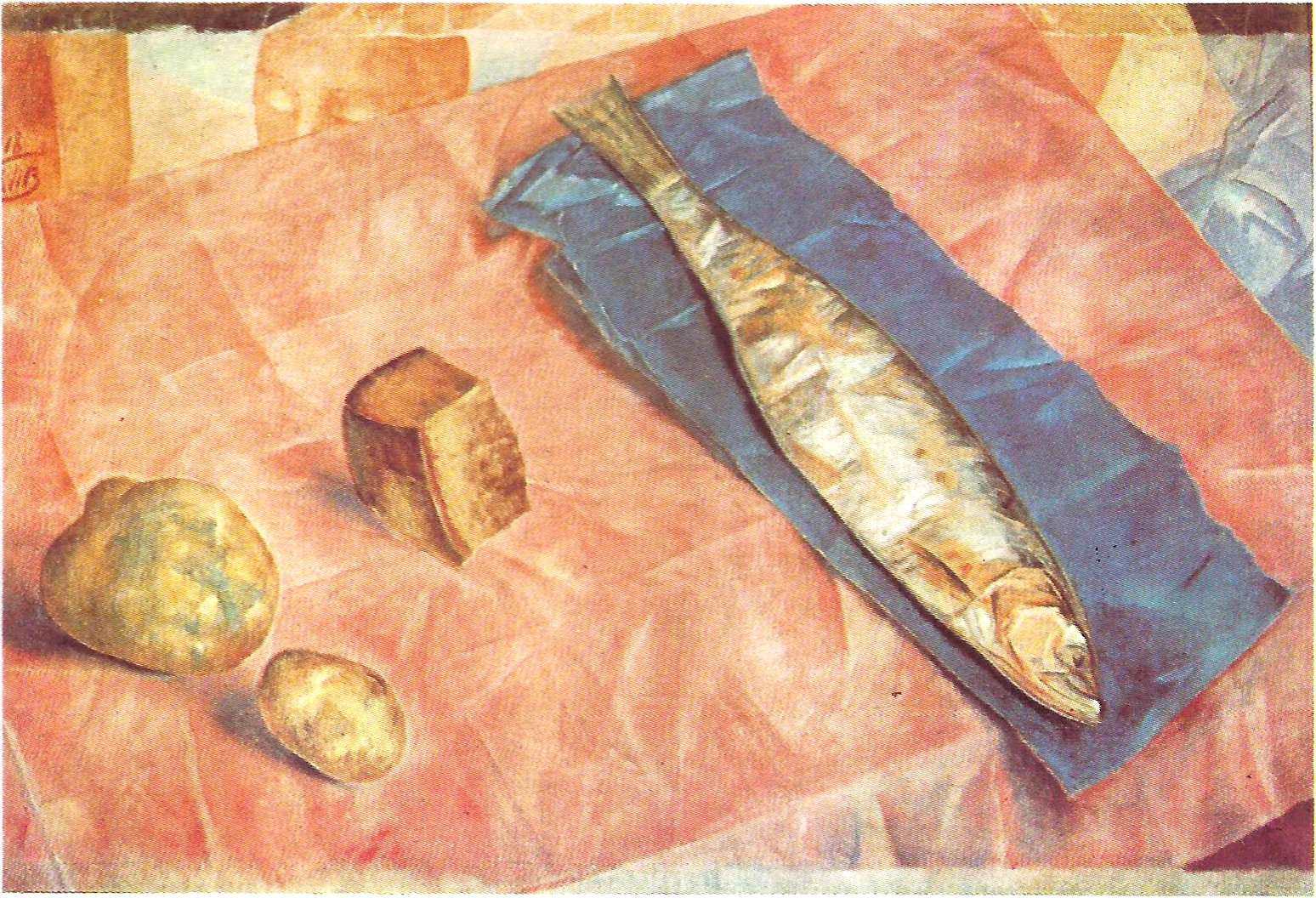
Натюрморт з оселедцем, 1917
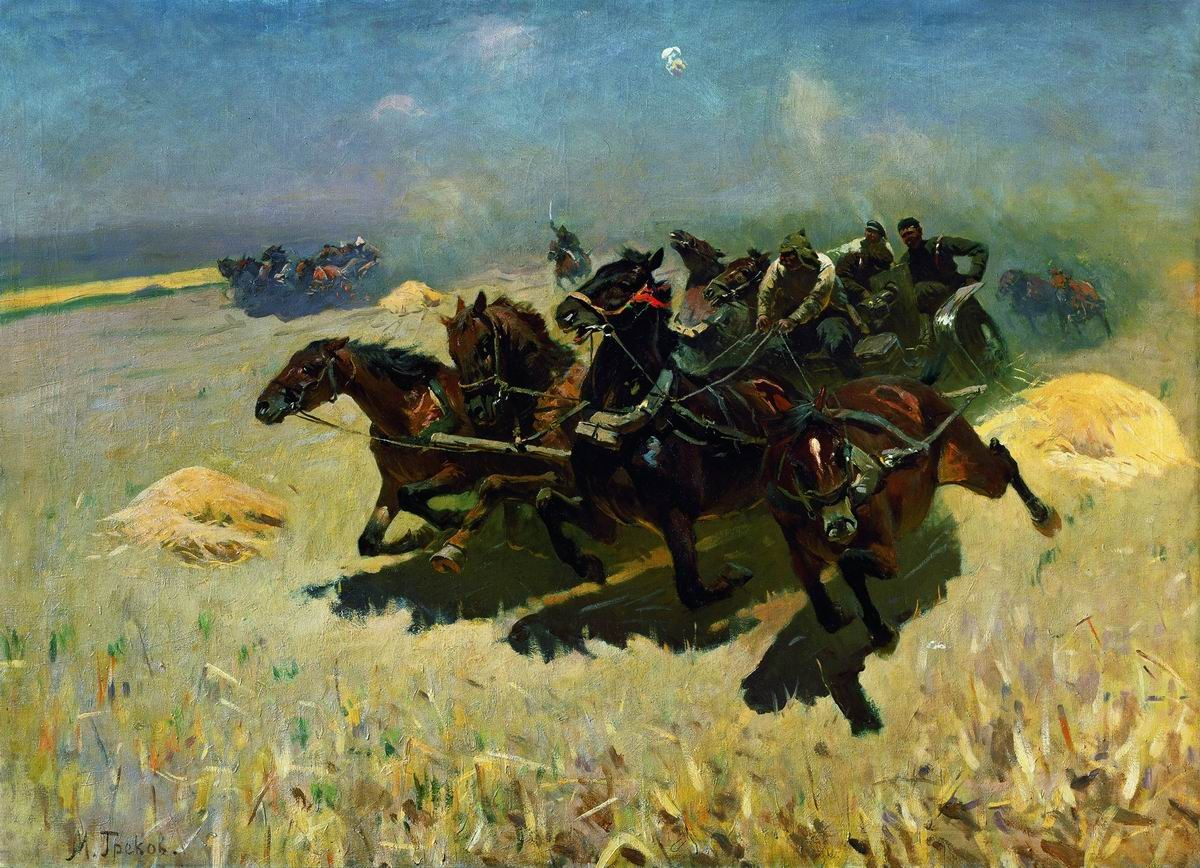
Греков М.Б. «Тачанка», 1925 р.
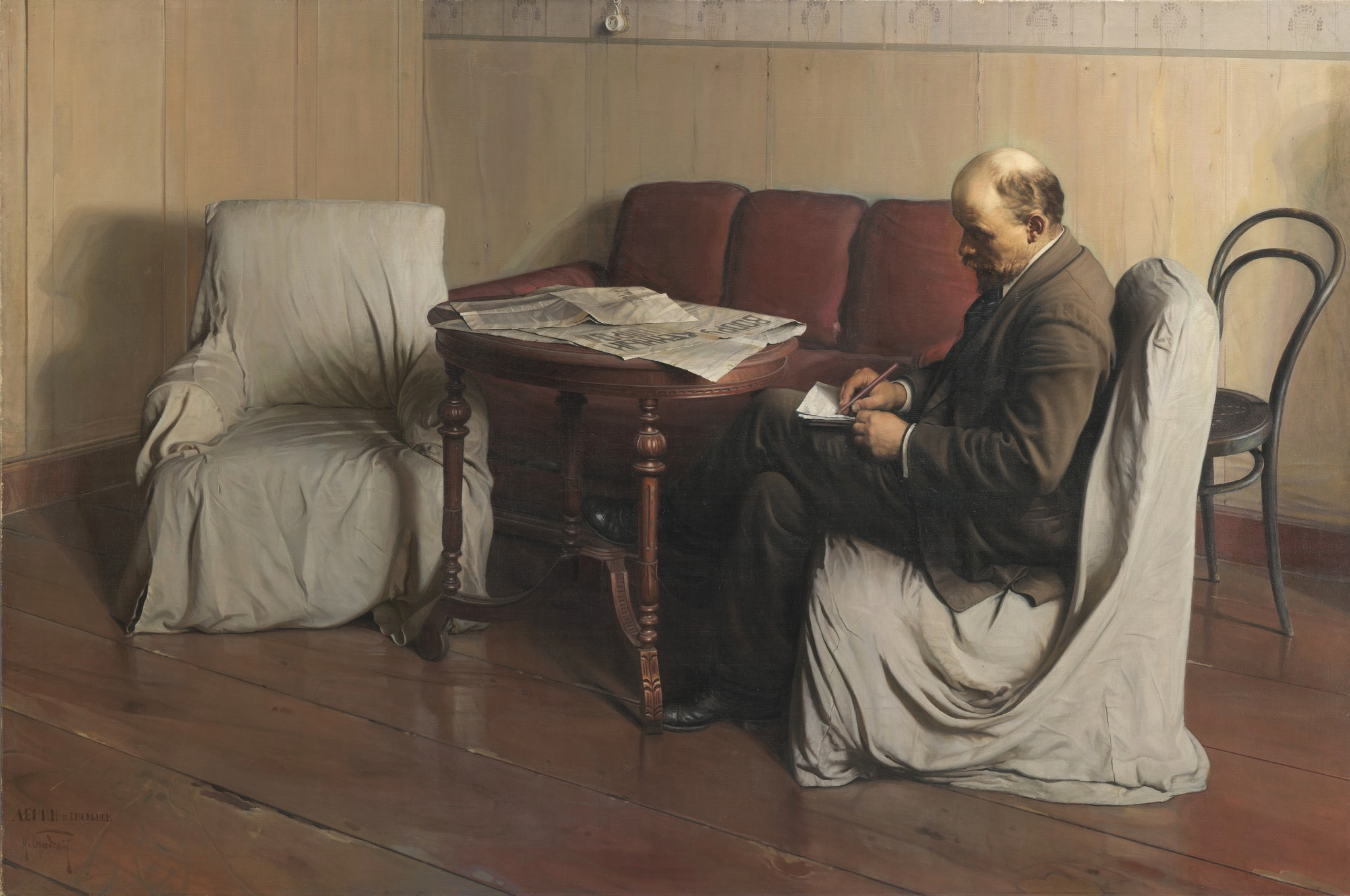
Бродський І.І. «Ленін у Смольному», 1930,
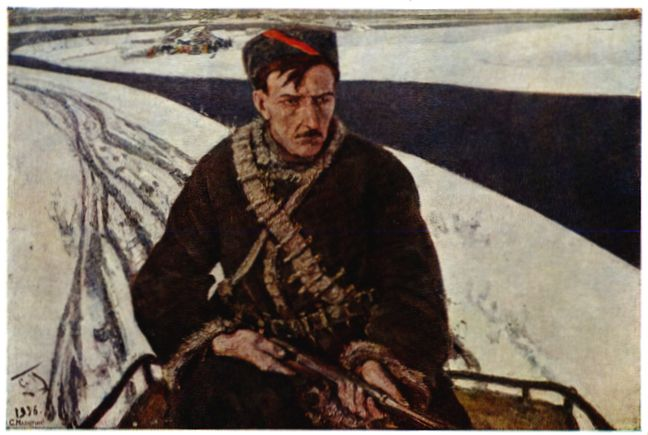
Малютін С. В. «Партизан», 1936 р.
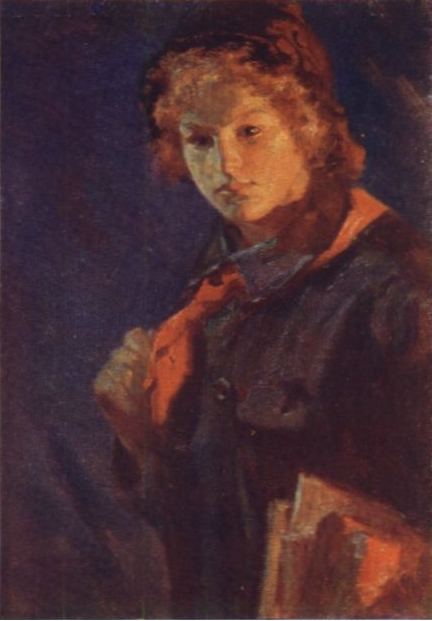
Касаткін М.О. «Піонерка з книжками», 1926

## Третя хвиля еміграції
У 1980-х набула міці третя хвиля еміграції з СРСР. За офіційними підрахунками кількість емігрантів за період 1946—1989 досягла 816 000 осіб. Близько 19 % емігрантів мали високу кваліфікацію, але бажали використати її за кордоном. Серед емігрантів третьої хвилі — радянські чини з розвідки, лікарі, ювеліри, спортсмени, естрадні співаки, науковці, актори, журналісти, літератори, кінорежисери. Загрозливих розмірів для культури СРСР досягла еміграція діячів мистецтва і культури, серед яких -
- Ростропович Мстислав Леопольдович (1927—2007), віолончеліст світового рівня
- Вишневська Галина Павлівна (1926—2012), оперна примадонна
- Тарковський Андрій Арсенійович (1932—1986), кінорежисер
- Баришніков Михайло Миколайович, балетний танцівник
- Солженіцин Олександр Ісайович, письменник
- Нурєєв Рудольф Хаметович, балетний танцівник
- Губерман Ігор Миронович, поет
- Бунін Павло Львович, графік, перекладач, мемуарист, енциклопедіст
- Ситников Василь Якович (1915—1987), художник
- Амальрік Андрій Олексійович (1938—1980), журналіст, драматург
- Вайль Петро Львович (1949—2009), письменник, журналіст, радіоведучій
- Некрасов Віктор Платонович, письменник, лауреат Сталінської премії
- Бєлоусова Людмила Євгенівна, заслужений майстер спорту СРСР, позбавлена звання у 1979 р.
- Протопопов Олег Олексійович, спортсмен, кавалер двох орденів Трудового Червоного Прапора
- Тухманов Давид Федорович, композитор
- Галич Олександр Аркадійович, поет, сценарист, драматург, автор і виконавець власних пісень
- Нєізвєстний Ернст Йосипович, скульптор
- Вілен Барський(1930—2012), художник, поет, емігрував до Німеччини
- [[Бахчанян Вагріч Акопович [| Вагріч Бахчанян]] (1938—2009), художник, емігрував у Сполучені Штати.
- Микола Залевський,художник, емігрував у Сполучені Штати.
- Семен Каплан, художник, емігрував у Сполучені Штати.
- Алекс Шагін — медальєр із Ленінграда, емігрував у Сполучені Штати.
- Любимов Юрій Петрович, театральний режисер, актор, лауреат Сталінської премії
- Криса Олег Васильович, скрипаль
- Ґідон Кремер, скрипаль і диригент.
- Атлантов Володимир Андрійович, оперний співак, народний артист СРСР, а також члени їх родин.

Лише незначна кількість діячів культури повернеться в країну після розпаду СРСР і відновлення капіталізму.

## Інакомислення в пору радянського мистецтва
- Докладніше: Самвидав
- Докладніше: Дисидентський рух
- Докладніше: Дисидент

## Фізичне переслідування інакомислячих
Утвердження соціалістичного реалізму в літературі й мистецтві супроводжувалося репресіями, у висліді яких фізично ліквідовано або вилучено з літератури іншими заходами близько 300 письменників: ліквідовано найвизначніших українських митців (М. Бойчук, С. Налепинська-Бойчук, В. Седляр, І. Падалка і багато ін.), а їх твори знищено, як знищено багато творів і тих, хто перетривав репресії (наприклад, велику серію портретів А. Петрицького).
Такої самої руїни під гаслами утвердження соціалістичного реалізму зазнав театр: фактична ліквідація «Березоля» і фізичне знищення його творця Л. Курбаса, як і головного драматурга цього театру М. Куліша, заслання найкращих акторів (Й. Гірняк).

## Діячі андеграунду
Мистецький андеграунд у тоталітарних країнах — це вільна творчість, що виникла всупереч ідеологічній регламентації життя у суспільстві і була антиподом офіційно канонізованому мистецтву. Централізованій надіндивідуальній та наднаціональній імперській ідеології андеграунд протиставляв протилежні, загалом персоніфіковані ідеали: суб'єктивізм, індивідуалізм, ірраціоналізм, еротику, чуттєвість. В Україні надзвичайно важливою була тематика відродження національних традицій.
Андеграунд в образотворчому мистецтві у період 60-80-х років також називають «другою хвилею авангарду», яка своїми новаторськими завданнями була співзвучна першій хвилі авангарду початку ХХ сторіччя. В Україні ця хвиля найвиразніше виявилася у період 60-80-х років XX століття. Розрізняють андерграунд, як найрадикальнішу форму мистецького спротиву тоталітаризмові, яку переслідувала влада, і «неофіційне мистецтво», «нонконформізм», «дозволені» владою.
- Юло Соостер (1924—1970)
- Звєрєв Анатолій Тимофійович (1931—1986)
- Жутовський Борис Йосифович (1932-)
- Вілен Барський(1930—2012)
- Баклицький Вудон Іванович(1942—1992)
- Трегуб Микола Іванович(1943—1984)
- Вагріч Бахчанян (1938—2009)
- Станіслав Сичов
- Валентин Хрущ
- Валерій Басанець
- Вадим Ігнатов
- Яким Левич
- Анатолій Лимарєв
- Валерій Ламах
- Федір Тетянич
- Олександр Шульдиженко

## Радянське медальне мистецтво
- Докладніше: Перша всесоюзна медальєрна виставка
- Докладніше: Харабет Юхим Вікторович

Традиційно два значні центри медального мистецтва склалися в Ленінграді та Москві. Створення медалей тісно пов'язане з монетними дворами чи експериментальними виробництвами. Так, випуск пам'ятних грошових монет розпочали під керівництвом головного художника Ленінградського монетного двору Н. Соколова та його учня Олександра Козлова в 1960-ті. Робив монетну продукцію і Московський монетний двір. В роки війни 1941-1945 випуск медалей припинили.
А перша Всесоюзна виставка медальєрного мистецтва відбулася тільки в травні-червні 1970. Її відкриття штучно пов'язали зі 100-річним ювілеєм з дня народження В. Леніна. Виставку готували Спілка художників та ідеологічний сектор Мінкультури СРСР. Але вже було що демонструвати окрім традиційної ленініани та пам'ятних медалей на честь подій радянського періоду історії. Так, на виставці були перші зразки радянського медальєрного мистецтва, створені Васютинським Антоном Федоровичем (1858—1935), останнім майстром медальєром Імператорського монетного двору і першим радянським медальєром. З часом випуск пам'ятних медалей був дозволений і в Україні (в Києві, в Полтаві, у Львові, Ужгороді, Харкові, Кривому Розі). Окрім металу і сплавів розпочався випуск сувенірної продукції з кераміки, порцеляни, шкіри, пластмас. Розширилась і тематика. Серед тем медальєрного мистецтва — уславлення історичних подій та діячів, уже не пов'язаних тільки з більшовиками, Леніном чи компартією СРСР.
- «Фрітьоф Нансен» (ск. Дараган, бронза, 1960)
- медаль-премія імені Ломоносова (ск. С. Коньонков, 1960)
- «Ференц Ліст» (ск. Ю. Нерода, бронза, 1961)
- «775 років „Слову о полку Ігоревім“» (ск. Дараган, бронза, 1963)
- «Олександр Пушкін» (М. Шмаков, бронза, 1969)
- «Альбрехт Дюрер» (ск. В. Похальський, бронза, 1970)
- «800-ліття Таллінна» (ск. Х. Валк)
- «40 років звільнення Львова від німецько-фашистських загарбників» (З. Береза, кераміка)
- «Потсдам — місто історичної Потсдамської угоди» (Мейсенська порцеляна)
- «Меморіал І. Ю. Рєпіна. Республіканська виставка портрету, м. Чугуїв», (ск. Ю. Харабет, 1974).

Медальєр Королюк Олексій Олексійович, плакета на честь заснування Херсона, 1978, ЛМД, алюміній
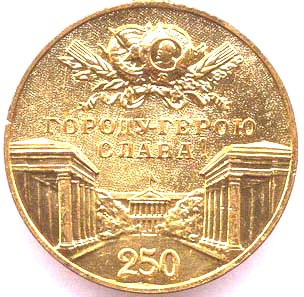
250 років Ленінграду, 1953
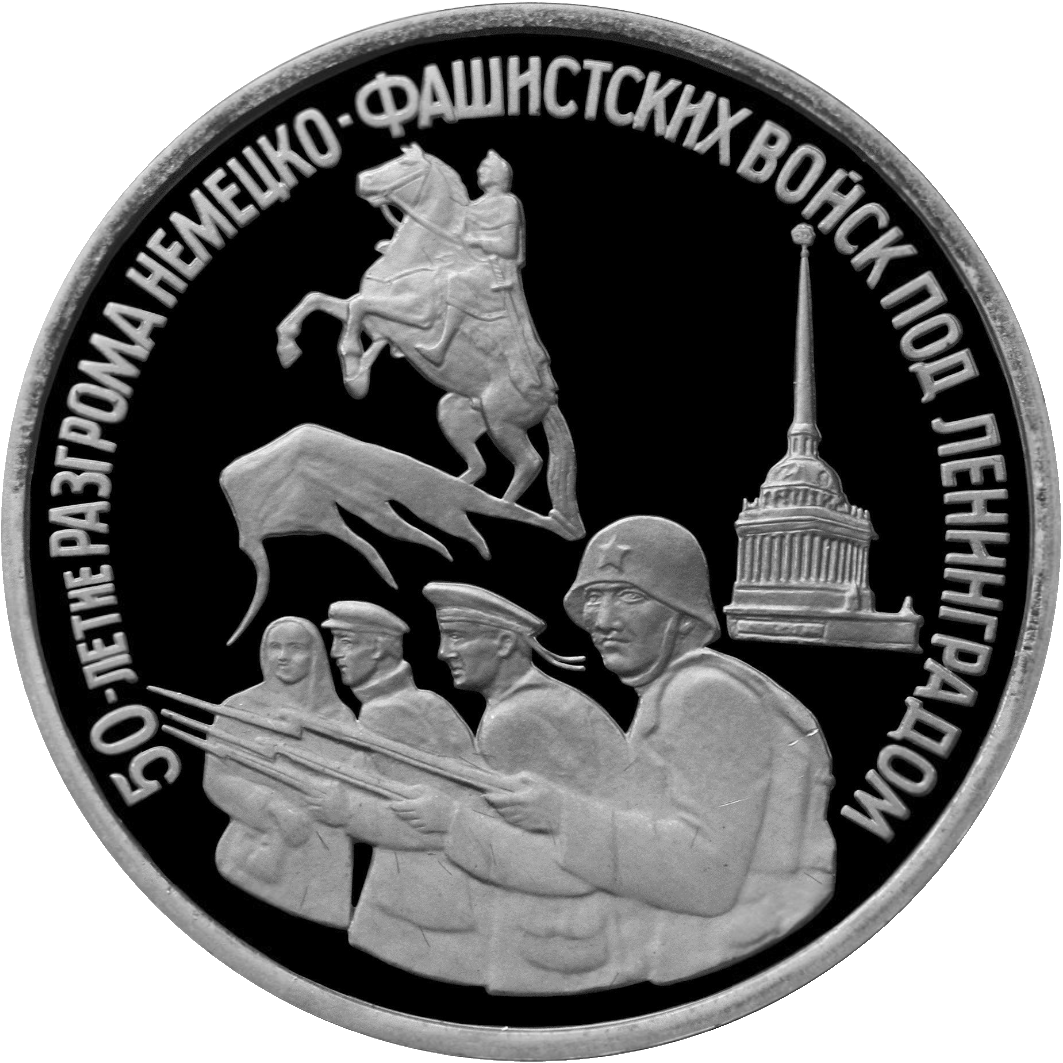
Серія медалей «Велика вітчизняна війна», 1994
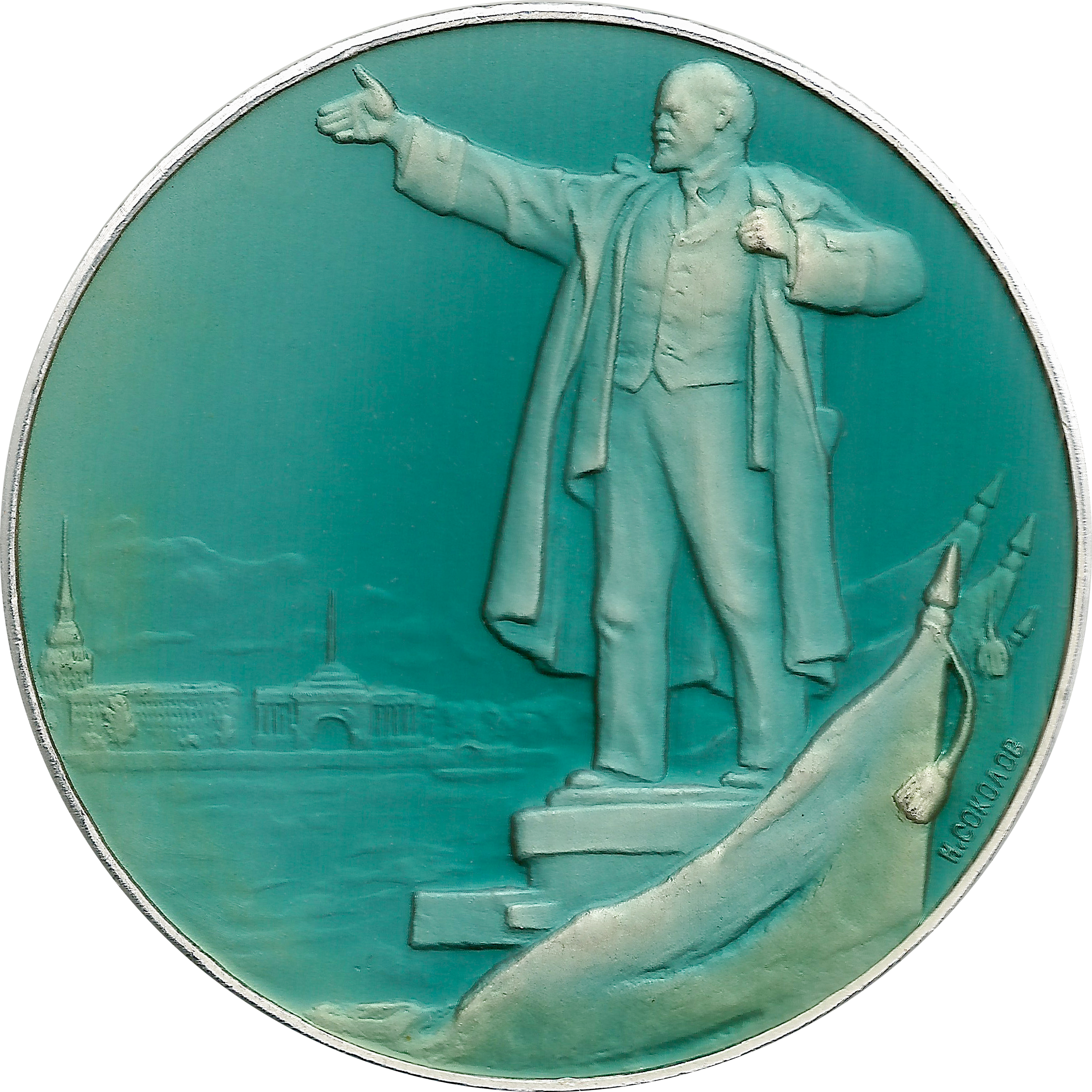
Н. Соколов, медаль «Народженому у Ленінграді»
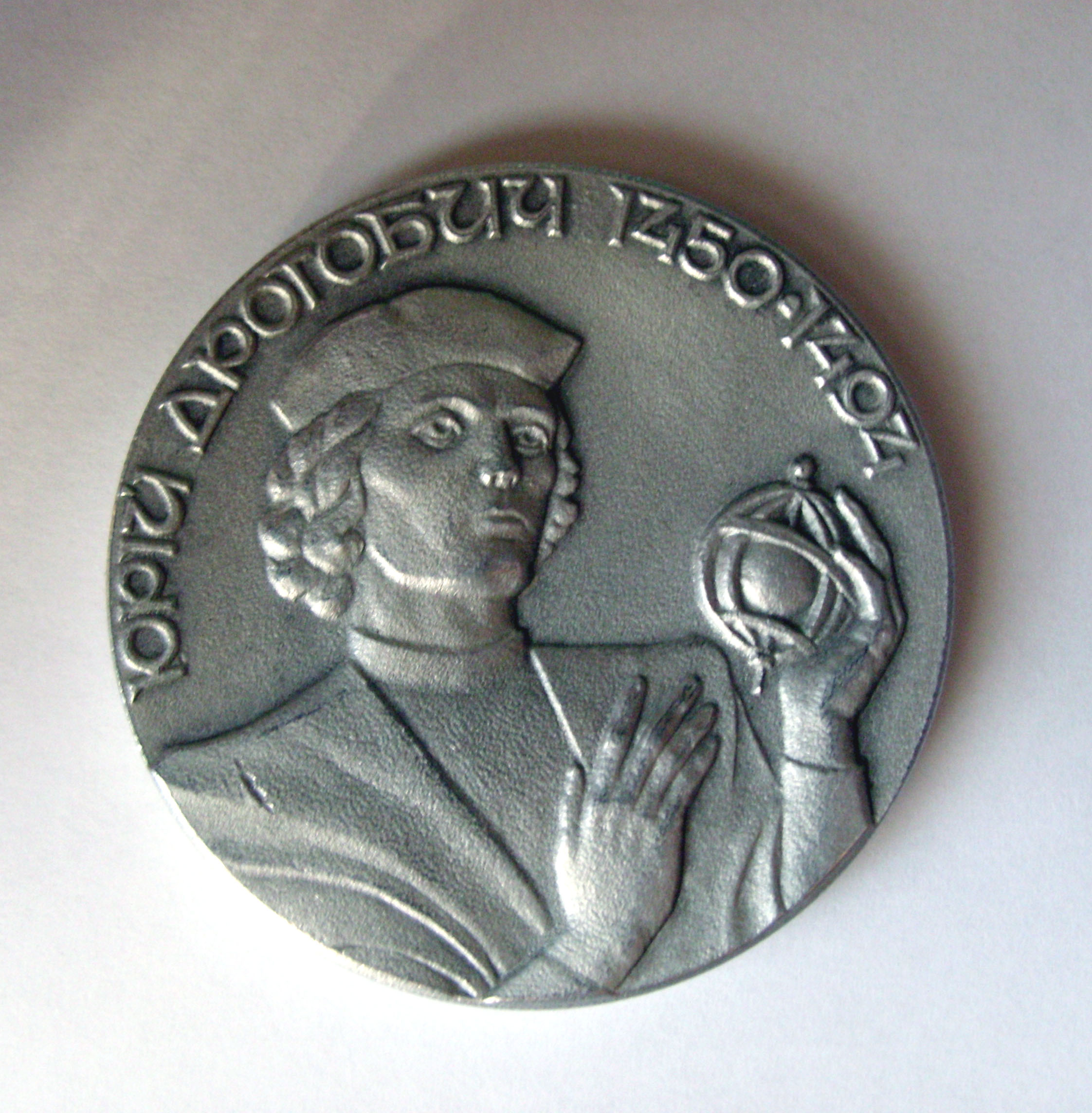
Медаль на честь виходу в світ першої книги українського автора, Львів, 1983
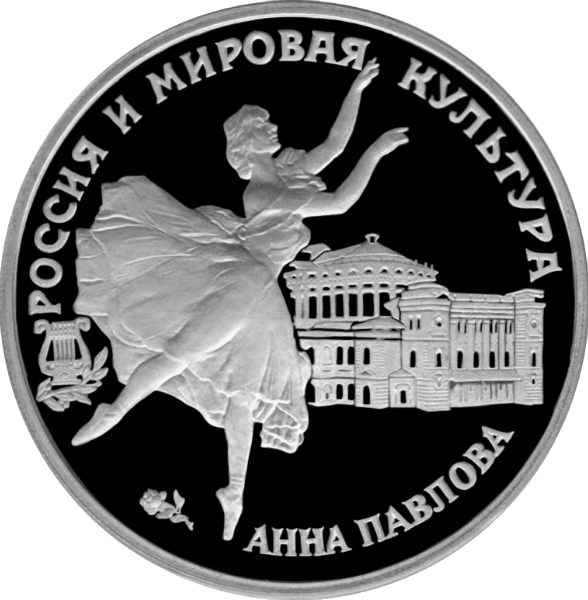
Медаль на честь Анни Павлової

## Графіка радянського періоду
Старше покоління радянських графіків склалося в умова Російської імперії. Тим не менше, в графіці радянського періоду реалізувалися ті ж форми — портретні цикли, ілюстрація, пейзажний альбом, эстампи, экслибриси (книжкові знаки), проекти грошових знаков, поштові марки. Техніки виконання традиційні — вуголь, пастель, олівець, туш. Московська школа гравюри відродила ксилографію. Фаворский Володимир Андрійович (1886—1964)— посів головне місце в розвитку ксилографії 1920-х рр. (« Кремль. Свердловський зал», 1921; «Роки революції», 1928; ілюстрації до різних видань). Фаворский намагався створити з кожного видання ансамбль, цілісне явище.
Окрім творчості, Фаворський плідно займався викладанням. Серед його учнів — низка відомих радянських графіків з яскравими художніми індивідуальностями, серед них — Піков Михайло Іванович. Через удосконалення друку і мобільність техніки з часом стала переважати літографія та дешеві основи для матриць — ліногравюра, фототіпія, офсетний друк.
Кравченко робив ілюстрації до творів доби романтизму (Гоголь Микола Васильович , Ернст Теодор Амадей Гофман, Оноре де Бальзак).
В радянських республіках працювали національні кадри :
- Україна — Касіян Василь Ілліч (1896—1986, «Страйк», 1926; «Герої Перекопу», 1927), Базилевич Анатолій Дмитрович (1926—2005),  Перевальський Василь  Євдокимович 1938 р.н.
- Білорусь — Соломон Юдовін, Анатолий Тичина та ін.
- Вірменія — Акоп Коджоян
- Литва — Стасіс Красаускас (1929—1977).

Серед найкращих досягнень графіки радянського періоду — твори
- Кібрика Євгена Адольфовича(1906—1978)
- Верейського Георгія Семеновича (1886—1962)
- Пікова Михайла Івановича (1903—1973)
- Кукриніксів тощо.

Світове визнання отримали графічні твори Бродського Савви Григоровича (1923—1982) до творів Стендаля, Цвейга, Шекспіра, Сервантеса, Джованьолі.
Планове подолання неписьменності в СРСР супроводжувалося зростанням книгодрукування і зацікавленості в малих графічних формах. Отримало поширення створення книжкових знаків (екслібрисів). Тематика радянських екслібрисів та їх сюжети вражали розмаїттям.

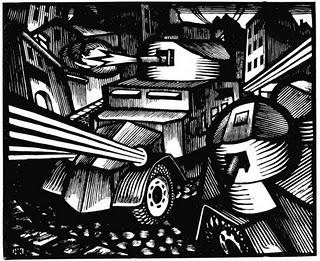
М. Купріянов, «Броневик»,дереворит, 1918
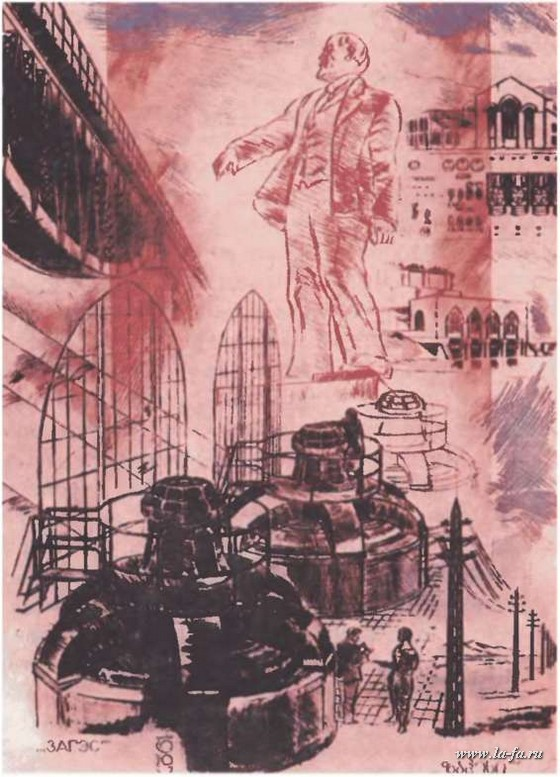
І. Нівінський, «ЗаГЕС», кольоровий офорт, 1927
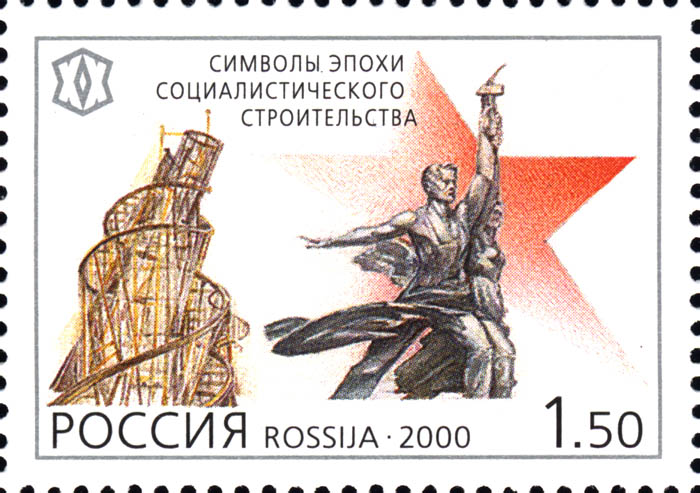
Марка «Вежа Татліна та скульптура Робочій і колгоспниця»

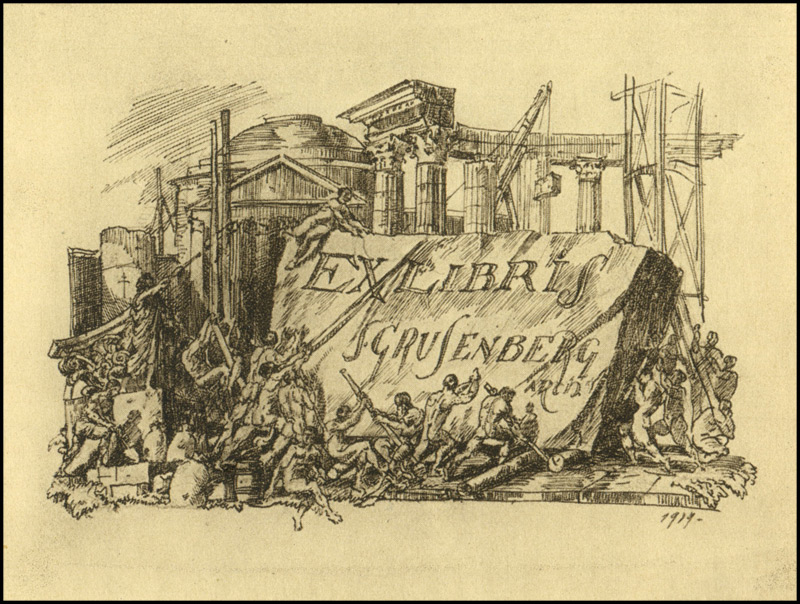
Грузенберг Сергій Миколайович. Екслібрис для самого С.М. Грузенберга, 1919
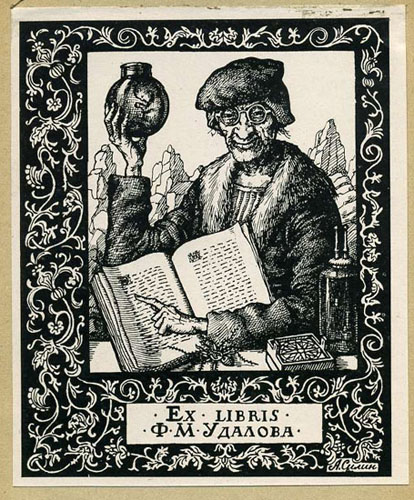
Сілін Олександр Дмитрович «Екслібрис Удалова Ф.М.», 1924
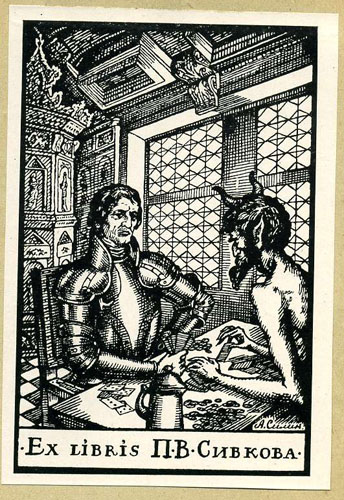
Сілін О.Д. «Екслібрис Сивкова П.В.», 1924
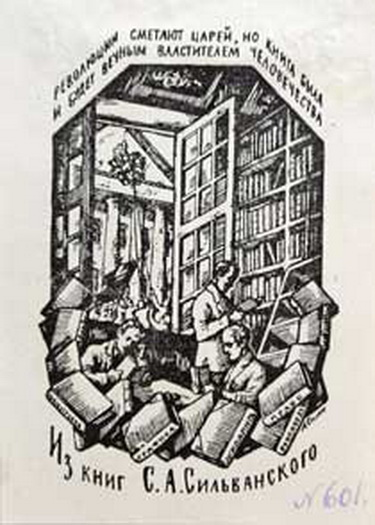
Сілін О.Д. « Екслібрис бібліофіла Сергія Сільванського», 1928
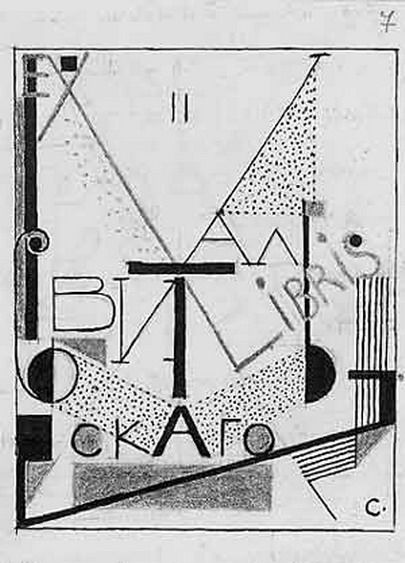
Світальський Володимир Олександрович. Власний екслібрис в стилі конструктивізму до 1929
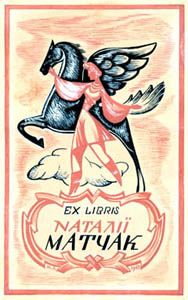
Мирон Левицький, екслібрис Наталі Матчак, 1943
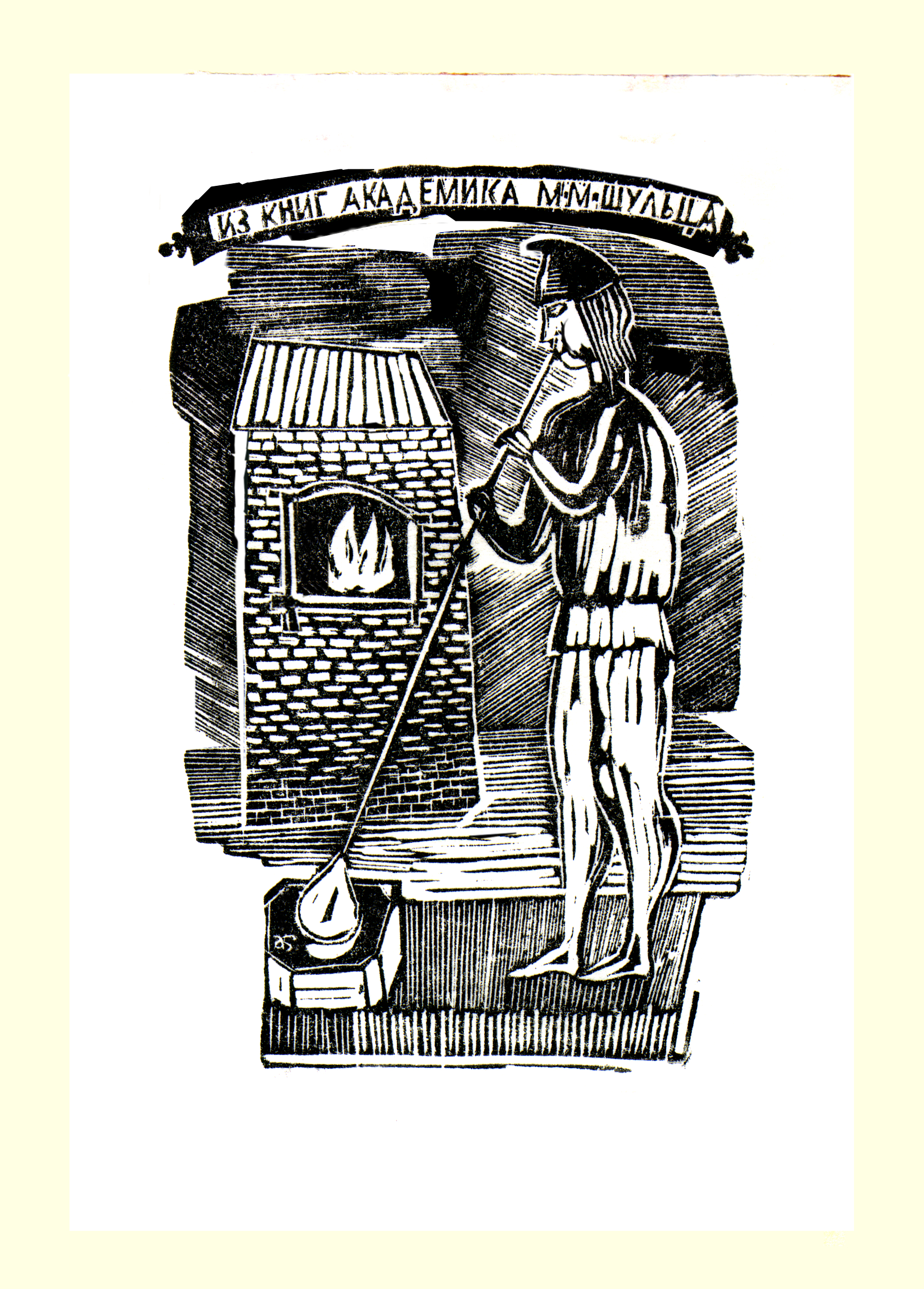
Сергій Лачінов, екслібрис   академіка М.Шульца, 1982

Звертання до пересічної особи книголюбу, відображеня його особистих смаків і переваг дозволило використовувати в екслібрисах усе розмаїття графічних технік і навіть зникаючих жанрів — * офорт (Миколай Каліта, Григорій Гідоні, Анатолій Ногоріцин, екслібрис Петряєва, 1964),
- дереворит (Фаворский В. А. екслібрис священика П. Флоренського, 1922, 100 екслібрисів Анатолія Калашнікова),
- акватінта (Надія Бом-Григор'єва, екслібрис Н. П. Чулкова, 1925),
- літографія (Сергій Грузенберг, екслібрис Г. Кєпінова, 1922),
- ліногравюра (Евгенн Голяховський, екслібрис Ермітажу, 1964, Володимир Пташинський, екслібрис В. Аніщенко, 1966)
- міфологічна композиція (Микола Піскарьов, екслібрис художника К. Богаєвського, 1930)
- гравюра на пластмасі (Рудольф Копилов, екслібрис Королюка, 1966)
- гравюра різцем (Олексій Кравченко, екслібрис Є. Шевченка, 1921)